# Germania nazista
Germania nazionalsocialista, nota più comunemente come Germania nazista o Terzo Reich (in tedesco Drittes Reich, lett. "Terzo Impero" o "Terzo Stato"), sono le definizioni con cui generalmente ci si riferisce alla Germania (più propriamente al Reich tedesco) tra il 1933 e il 1945, quando venne governata dal regime totalitario del Partito Nazionalsocialista Tedesco dei Lavoratori guidato dal cancelliere Adolf Hitler, che assunse il titolo di Führer.
Le denominazioni ufficiali furono Reich tedesco (Deutsches Reich) dal 30 gennaio 1933 al 26 giugno 1943 e Grande Reich tedesco, Reich grande-tedesco o Reich della Grande Germania (Großdeutsches Reich) dal 26 giugno 1943 all'8 maggio 1945, ma anche Reich millenario (Tausendjähriges Reich) per alludere a concetti escatologici. Nella storiografia di lingua tedesca vengono utilizzati anche i termini NS-Staat (contrazione di Nationalsozialistischer Staat, "Stato nazionalsocialista") NS-Deutschland (abbreviazione di Nazi-Deutschland, "Germania nazista"). 
Il 30 gennaio 1933 Hitler venne nominato cancelliere del Reich e, nonostante inizialmente fosse a capo di un governo di coalizione, si liberò velocemente dei partiti alleati, per poi, nel giro di un anno, accentrare nel governo e nella sua persona sia il potere esecutivo sia quello legislativo, esautorando completamente il Reichstag e ponendo le basi per quel governo totalitario di estrema destra dalle forti connotazioni nazionalistiche, militaristiche, collettiviste, stataliste e antisemite, nonché fortemente aggressivo in politica estera.
Durante la seconda guerra mondiale, la Germania e le altre potenze dell'Asse europee (Italia, Ungheria, Romania e Bulgaria) conquistarono e occuparono quasi tutta l'Europa (con l'eccezione di isole britanniche, Svizzera, Svezia, penisola iberica e Turchia europea), compresa parte della Russia europea; la Germania nazista fu lo Stato che, fatta eccezione per l'Impero romano, unificò e dominò maggiormente la superficie europea in tutta la storia dell'umanità.
I nazisti perseguitarono e assassinarono milioni di ebrei e di appartenenti ad altre minoranze etniche, in particolare popolazioni romaní e slave, perpetrando il genocidio noto come Olocausto. Furono inoltre perseguitati e spesso uccisi diversi esponenti antinazisti (perlopiù socialisti e comunisti), nonché massoni, testimoni di Geova, rom e sinti, omosessuali e anche persone affette da malattie ereditarie e congenite gravi di tipo sia fisico che mentale.
Tra il 1943 e il 1945 la Germania subì una continua serie di pesanti sconfitte da parte degli Alleati, in particolare Unione Sovietica, Stati Uniti e Regno Unito. Ciò portò alla completa capitolazione della Germania e all'occupazione del territorio tedesco, diviso in quattro settori, poi ridotti a due: uno filo-occidentale (la Germania Ovest) e l'altro filo-sovietico (la Germania Est).

## Denominazioni dello Stato
La denominazione ufficiale fu "Reich tedesco" (in tedesco Deutsches Reich, tale denominazione era in uso sin dal 1871) dal 30 gennaio 1933 al 26 giugno 1943, anche se, dopo l'Anschluss dell'Austria nel 1938, la Germania nazista prese, prima informalmente, poi dal 1943 ufficialmente, il nome di "Grande Reich tedesco", "Reich grande-tedesco" o "Reich della Grande Germania" (Großdeutsches Reich) dal 26 giugno 1943 all'8 maggio 1945. Tale nuova denominazione fu resa vincolante con un decreto del ministro e capo della cancelleria del Reich, Hans Heinrich Lammers, del 26 giugno 1943, ma non fu mai formalmente adottata a livello di atto costituzionale. In modo informale, i nazisti si riferivano al loro regime come il "Reich millenario" (Tausendjähriges Reich), enfatizzando l'aspirazione a un lungo periodo di dominio che avrebbe dovuto durare mille anni.
Il termine "Terzo Reich" intendeva connotare la Germania nazista come il successore storico del medievale Sacro Romano Impero (Primo Reich, 800-1806) e del moderno Impero tedesco (Secondo Reich, 1871-1918) fondato dal Kaiser Guglielmo I.

## Storia

### Nascita del partito nazista
La Germania Nazionalsocialista crebbe in una situazione in cui erano diffusi nel Paese sentimenti di umiliazione, rabbia e risentimento in seguito alle condizioni imposte alla nazione dal trattato di Versailles del 1919, che aveva imposto ai tedeschi sconfitti:
- l'accettazione da parte della Germania di dichiararsi sola responsabile per lo scoppio della prima guerra mondiale;[nota 6]
- la perdita permanente di diversi territori e la smilitarizzazione di altre parti del territorio tedesco;[nota 7]
- il pagamento da parte della Germania di colossali risarcimenti, giustificati, dal punto di vista degli Alleati, dalla clausola della responsabilità di guerra;
- il disarmo unilaterale della Germania, nonché severe restrizioni in campo militare.[nota 8]

Altre condizioni che favorirono l'ascesa del Terzo Reich furono il nazionalismo e il pangermanismo, le tensioni sociali attribuite all'azione di gruppi marxisti, la grande depressione globale degli anni trenta (conseguenza del crollo di Wall Street del 1929), l'iperinflazione, la reazione contro l'anti-tradizionalismo e il liberalismo della Repubblica di Weimar e la crescita del comunismo in Germania, con la nascita del Partito Comunista di Germania (Kommunistische Partei Deutschlands, KPD).
Molti elettori, cercando uno sfogo per le loro frustrazioni, e come espressione del loro rifiuto della democrazia parlamentare che appariva incapace di mantenere un governo in carica per più di pochi mesi, iniziarono a scegliere partiti politici di estrema destra e di estrema sinistra, appoggiando estremisti proprio come il Partito Nazionalsocialista Tedesco dei Lavoratori (Nationalsozialistische Deutsche Arbeiterpartei, NSDAP).
I nazionalsocialisti promettevano un governo forte e autoritario al posto del sistema repubblicano e della pace civile (concetti da loro ritenuti logori), politiche economiche radicali (tra cui il raggiungimento del pieno impiego), il riscatto dell'orgoglio nazionale (principalmente ripudiando l'odiato trattato di Versailles) e la pulizia razziale con la soppressione di ebrei e marxisti, il tutto in nome dell'unità e della solidarietà nazionale, preferite alle divisioni partigiane della democrazia e alla divisione in classi sociali del marxismo. I nazionalsocialisti promettevano inoltre un risveglio culturale nazionale basato sulla tradizione del movimento völkisch e proponevano il riarmo, il rifiuto di continuare a pagare i debiti di guerra e la rivendicazione dei territori persi con il trattato di Versailles.
Il Partito Nazionalsocialista sosteneva che, con la firma del trattato, la liberaldemocrazia della Repubblica di Weimar e i cosiddetti "traditori criminali di novembre" avevano rinunciato all'orgoglio nazionale tedesco in quanto ispirati dagli ebrei e loro conniventi, il cui obiettivo era il rovesciamento della nazione e l'avvelenamento del sangue tedesco. Per far accettare tale interpretazione della recente storia tedesca la propaganda nazionalsocialista si servì efficacemente della Dolchstoßlegende ("leggenda della pugnalata alle spalle"), spiegando in quel modo l'insuccesso militare della Germania. A partire dal 1925 e per tutti gli anni trenta, il governo tedesco continuò a evolversi, trasformandosi da una democrazia de jure in uno Stato autoritario conservatore e nazionalista, trasformazione avvenuta sotto la guida del presidente-eroe di guerra Paul von Hindenburg, al quale non piaceva la liberal-democrazia della Repubblica di Weimar e che voleva rendere la Germania uno Stato autoritario.
L'alleato naturale per l'imposizione di una svolta autoritaria era il Partito Popolare Nazionale Tedesco (Deutschnationale Volkspartei, DNVP, ovvero i "nazionalisti"), ma, dopo il 1929, con l'economia tedesca che stava stentando, i nazionalisti più giovani e radicali furono attratti dalla natura rivoluzionaria del Partito Nazionalsocialista, anche come sfida contro il crescente consenso popolare per il comunismo. I partiti politici della classe media persero inoltre il sostegno del loro elettorato, che confluì verso le ali estreme dello spettro politico tedesco, rendendo sempre più difficile la creazione di un governo di maggioranza in un sistema parlamentare. Nelle elezioni federali tedesche del 1928, quando l'economia era migliorata dopo l'iperinflazione del periodo del 1922-1923, i nazionalsocialisti ottennero solo dodici seggi.

### L'arrivo al governo
Solo due anni dopo, nelle elezioni federali tedesche del 1930, tenutesi qualche mese dopo il crollo della borsa statunitense, il Partito Nazionalsocialista ottenne 107 seggi, trasformandosi dal piccolo gruppetto rappresentante il nono partito per numero di parlamentari nella seconda forza politica del Reichstag.
Le elezioni federali tedesche del luglio 1932 rappresentarono la svolta: i nazionalsocialisti diventarono il primo partito rappresentato al Reichstag, aggiudicandosi 230 seggi; Il presidente Hindenburg era restio ad affidare a Hitler il potere esecutivo, ma l'ex cancelliere Franz von Papen e Hitler strinsero un'alleanza tra i partiti NSDAP-DNVP che avrebbe permesso a Hitler stesso di ottenere il cancellierato sotto il controllo di un partito conservatore tradizionale e a Hindenburg di sviluppare uno Stato autoritario. Hitler fece notevoli pressioni per essere nominato cancelliere, promettendo in cambio a Hindenburg che il Partito Nazionalsocialista avrebbe appoggiato qualsiasi tipo di governo avesse nominato.
Il 30 gennaio 1933 il presidente Paul von Hindenburg nominò così Adolf Hitler cancelliere della Germania dopo il fallimento del generale Kurt von Schleicher nel tentativo di formare un governo in grado di reggere. Nominato vicecancelliere, il generale von Schleicher credeva di poter controllare Hitler e mantenere i nazionalsocialisti in minoranza all'interno del governo. Hitler, dal canto suo, sia tramite il figlio di Hindenburg, Oskar, sia tramite gli intrighi dell'ex cancelliere von Papen, fece pressioni su Hindenburg, che era il capo del Partito di Centro Tedesco e la cui linea politica era in parte dettata dal suo anticomunismo. Anche se i nazionalsocialisti avevano ottenuto la maggioranza relativa nelle due elezioni del 1932, non avevano una reale maggioranza, bensì solo una leggera maggioranza parlamentare grazie all'alleanza con la NSDAP-DNVP, che governò per decreto presidenziale in forza dell'articolo 48 della Costituzione di Weimar.
Il trattamento che i nazionalsocialisti riservarono agli ebrei nei primi mesi del 1933 rappresentò il primo passo del loro processo di eliminazione dalla società tedesca. Tale progetto rappresentava uno dei pilastri della "rivoluzione culturale" ideata da Adolf Hitler.

### Nascita della dittatura nazista
Il nuovo governo instaurò rapidamente in Germania una dittatura totalitaria, istituendo con provvedimenti legislativi un governo centrale allineato, un processo chiamato Gleichschaltung. La notte del 27 febbraio 1933 il Palazzo del Reichstag andò a fuoco mentre al suo interno si trovava Marinus van der Lubbe; l'uomo venne arrestato, accusato di incendio doloso, processato e quindi decapitato. Tali fatti provocarono la reazione immediata di migliaia di anarchici, socialisti e comunisti in tutto il Paese; definiti i loro discorsi e comizi come un'insurrezione, i nazionalsocialisti ne imprigionarono molti nel campo di concentramento di Dachau. L'opinione pubblica temette che l'incendio fosse un segnale per dare il via a una rivoluzione comunista in Germania, come quella del 1919, così i nazionalsocialisti lo sfruttarono emanando il Decreto dell'incendio del Reichstag (27 febbraio 1933) con cui abrogavano la maggior parte delle libertà civili, in modo da eliminare i loro avversari politici.
Nel marzo 1933, con il Decreto dei pieni poteri, votato dal Parlamento con 444 favorevoli e 94 contrari (i socialdemocratici rimasti), il Reichstag conferì per decreto poteri dittatoriali al cancelliere Adolf Hitler; per quattro anni avrebbe avuto un potere politico assoluto che lo autorizzava a non rispettare più i principi della Costituzione di Weimar; da quel momento, per tutto il 1934, il partito nazionalsocialista si dedicò alla brutale eliminazione dell'opposizione politica; il Decreto dei pieni poteri aveva già messo fuori legge i comunisti (KPD), mentre i socialdemocratici (SPD) vennero messi al bando in giugno nonostante avessero accettato le richieste di Hitler. Nel periodo che andò da giugno a luglio anche nazionalisti (DVNP), Partito Popolare (DVP) e Partito dello Stato tedesco (DStP) vennero obbligati a sciogliersi in vari modi. Subito dopo, su pressione di Franz von Papen, anche l'inizialmente risparmiato Centro cattolico fu sciolto, il 5 luglio 1933, dopo che i nazionalsocialisti avevano fornito garanzie riguardo al sistema educativo e i gruppi giovanili cattolici. Il 14 luglio 1933 la Germania venne dichiarata ufficialmente un Paese monopartitico.

Bandiera della Repubblica di Weimar tra il 1919 e il 1933

La bandiera dell'Impero tedesco, adottata come bandiera della Germania nazista tra il 1933 e il 1935

Bandiera del Partito Nazista adottata, con qualche modifica, come bandiera della Germania nazista tra il 1935 e il 1945

Istituito il Terzo Reich, il regime nazionalsocialista abolì i simboli della Repubblica di Weimar, tra cui la bandiera tricolore nero-rosso-oro, adottando un simbolismo riferibile sia al vecchio sia al nuovo impero, che rappresentava la natura duplice del Terzo Impero tedesco. Il tricolore imperiale nero-bianco-rosso, caduto per lo più in disuso durante la Repubblica di Weimar, venne ripristinato come una delle due bandiere ufficiali nazionali della Germania; la seconda fu la bandiera con la svastica del partito nazionalsocialista, che poi diventò bandiera nazionale tedesca nel 1935. L'inno nazionale rimase Das Lied der Deutschen (noto anche come Deutschland über Alles), ma i nazionalsocialisti ne modificarono il testo mantenendo solo la strofa iniziale, a cui seguiva l'Horst-Wessel-Lied accompagnato dal saluto nazionalsocialista.
Il 30 gennaio 1934 il cancelliere Hitler concentrò formalmente il potere esecutivo su sé stesso con il Gesetz über den Neuaufbau des Reichs (Decreto per la ricostruzione del Reich), sciogliendo i parlamenti dei Länder e trasferendone i poteri legislativi e amministrativi al governo centrale di Berlino. Il processo di centralizzazione era iniziato poco dopo il marzo 1933 con la promulgazione del Decreto dei pieni poteri, quando i governi regionali erano stati sostituiti dai Reichsstatthalter (governatori del Reich). Anche le amministrazioni locali furono rimosse; i governatori del Reich nominarono direttamente i sindaci delle città e paesi con popolazione inferiore ai 100 000 abitanti; il Ministero degli interni nominava invece i sindaci delle città con popolazione superiore; per quanto riguardava le città di Berlino, Amburgo e Vienna (dopo l'Anschluss del 1938) Hitler ne nominava i sindaci a propria discrezione.
Entro la primavera del 1934 solo la Reichswehr (le forze armate tedesche) rimaneva indipendente dal governo; per tradizione era infatti considerata un'entità politica a sé stante, separata dal governo nazionale. La milizia paramilitare nazionalsocialista Sturmabteilung (SA) si aspettava di poter assumere il comando dell'esercito tedesco, ma la Reichswehr si oppose all'ambizione del capo delle SA Ernst Röhm di annettere l'esercito alle SA stesse. Röhm intendeva anche varare una "rivoluzione socialista" per completare la "rivoluzione nazionalista" attuata con l'ascesa al potere di Hitler. Röhm e i capi delle SA volevano che il regime mettesse in atto le sue promesse di promulgare una legislazione socialista per i tedeschi di ascendenza ariana.
Dal momento che il suo potere, senza il controllo della Reichswehr, era assoluto solo sulla carta e volendo mantenere buoni rapporti con esso e con determinati politici e industriali (seccati dalla violenza politica delle SA), Hitler ordinò alle Schutzstaffel (SS) e alla Gestapo di assassinare i suoi avversari politici sia all'esterno sia all'interno del partito nazionalsocialista durante la "notte dei lunghi coltelli" (Nacht der langen Messer, Röhm-Putsch). L'eliminazione di Ernst Röhm, delle sue SA, degli strasseristi, della corrente di sinistra dei nazionalsocialisti e degli altri avversari politici durò dal 30 giugno al 2 luglio 1934.

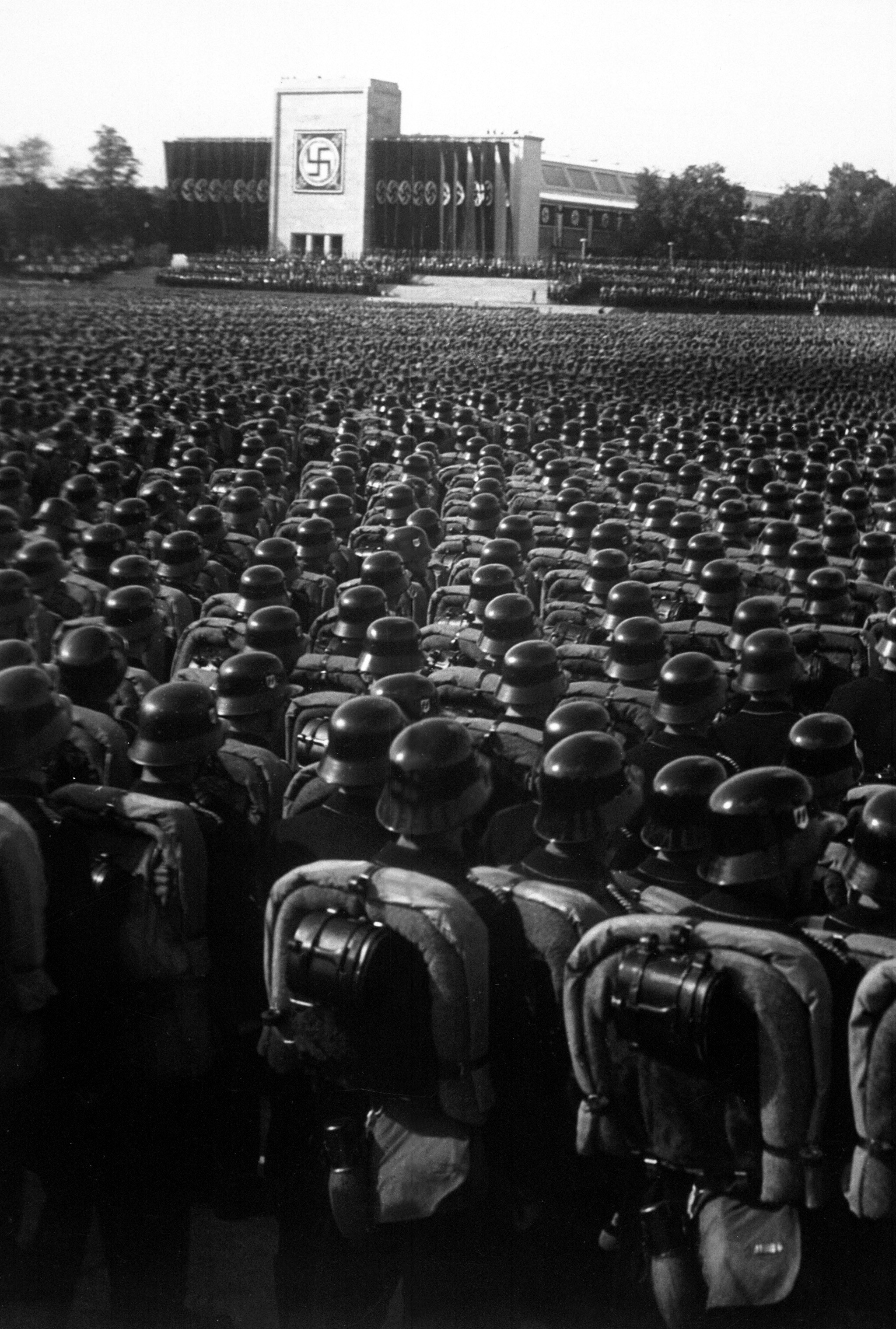
Adunata al Reichsparteitag, Norimberga, 1935

Il 2 agosto 1934 von Hindenburg morì. Hitler assunse la carica di Führer e cancelliere del Reich (la carica di presidente rimase invece vacante) e annunciò ufficialmente la nascita del Terzo Reich. Fino alla morte di Hindenburg la Reichswehr non aveva seguito Hitler, in parte perché l'associazione delle SA, che comprendeva molti milioni di uomini, era più grande dell'esercito (limitato a 100 000 effettivi dal trattato di Versailles), ma anche perché i capi delle SA si proponevano dapprima di inglobare l'esercito nelle SA e quindi lanciare la rivoluzione nazionalsocialista. L'assassinio di Ernst Röhm e degli altri capi SA misero la Reichswehr nella posizione di essere l'unica forza armata della Germania e le promesse di Hitler riguardo all'espansione dell'impero gli garantirono la sua fedeltà. La scomparsa di Hindenburg agevolò il mutamento del giuramento di fedeltà dei soldati tedeschi dalla fedeltà al Reich e alla Repubblica di Weimar in uno di fedeltà a Hitler, che divenne il Führer della Germania.
Il risultato fu che i nazionalsocialisti sancirono la fine dell'alleanza ufficiale di governo NSDAP-DNVP e iniziarono a imporre l'ideologia e il simbolismo nazista in tutti gli aspetti della vita pubblica e privata in Germania; i manuali scolastici vennero sottoposti a revisione o riscritti completamente per promuovere la visione razzista pangermanista della Großdeutschland ("Grande Germania"), che doveva essere fondata dal Herrenvolk nazionalsocialista; gli insegnanti che si opposero ai nuovi programmi di studi vennero licenziati. Inoltre, per forzare l'obbedienza del popolo verso lo Stato, i nazionalsocialisti fecero grande uso della Gestapo, una polizia segreta di Stato indipendente dalle autorità civili. La Gestapo mise sotto controllo il popolo tedesco grazie a 100 000 spie e informatori, che riferivano di chiunque manifestasse posizioni critiche o antinaziste.
Contenta della prosperità portata dai nazionalsocialisti, la maggior parte dei tedeschi rimase silenziosamente obbediente, mentre gli oppositori politici, specialmente comunisti, marxisti e membri dell'Internazionale Socialista furono imprigionati; tra il 1933 e il 1945 più di tre milioni di tedeschi furono rinchiusi in campi di concentramento o in carcere per ragioni politiche e decine di migliaia vennero uccisi. Sempre tra il 1933 e il 1945 i Sondergerichte ("tribunali speciali") condannarono a morte 12 000 tedeschi, mentre la corte marziale ne condannò a morte 25 000 e la giustizia ordinaria 40 000. Parallelamente, proseguì il rafforzamento territoriale e militare: nel 1935 venne reintrodotto il servizio militare obbligatorio (vietato dal trattato di Versailles del 1919) e nel 1938 venne realizzata l'annessione dell'Austria (Anschluss).
Tra il 1942 e il 1943 si affermò il movimento della Rosa Bianca (Weiße Rose), un movimento non violento che si oppose al Terzo Reich e che vide, tra le altre figure, quella di Sophie Scholl e il filosofo Hans Scholl.

### Seconda guerra mondiale

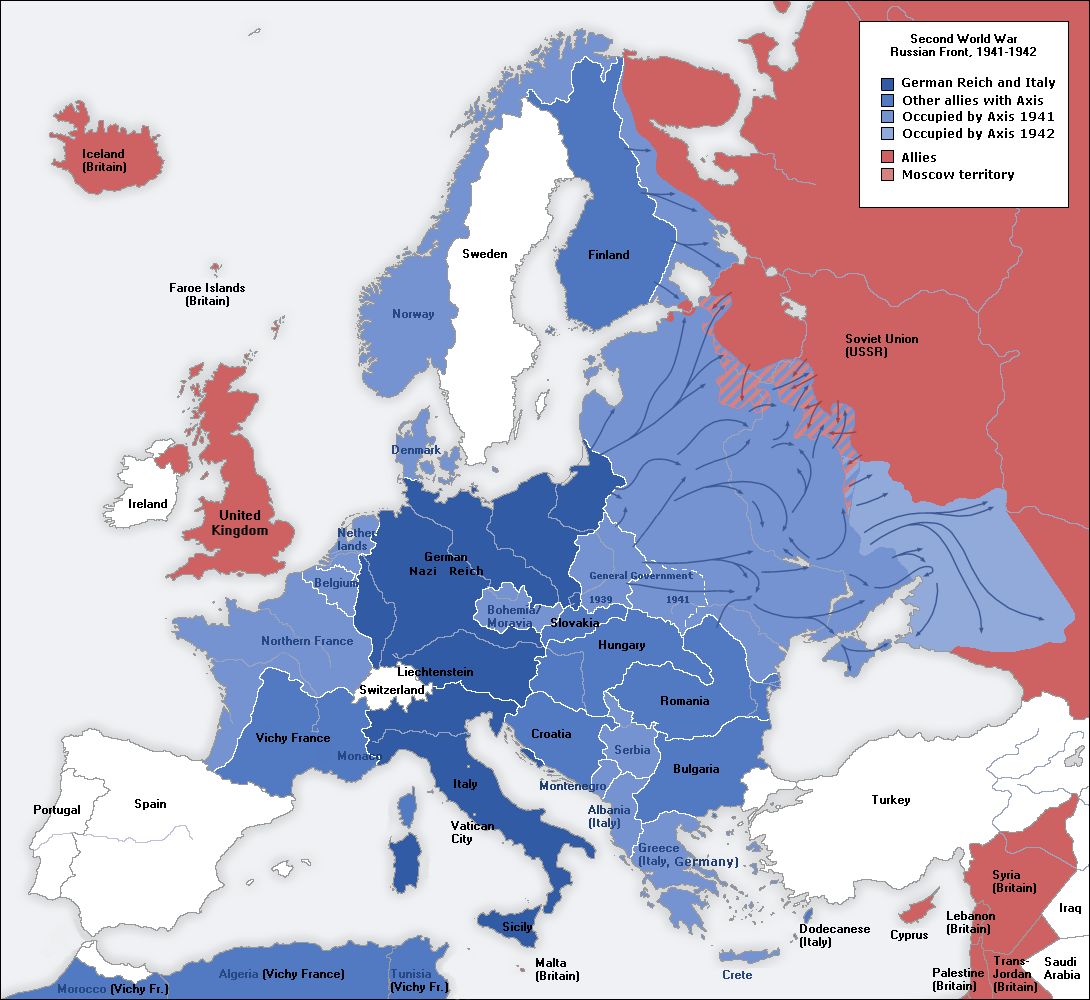
Le conquiste della Germania e degli alleati dell'Asse (in azzurro) in Europa durante la seconda guerra mondiale

#### Antefatti
All'epoca dell'ascesa di Hitler, i confini tedeschi erano quelli stabiliti dal trattato di Versailles nel 1919 tra la Germania e le potenze Alleate (Regno Unito, Francia, Stati Uniti, Italia, Giappone e altri) dopo la fine della prima guerra mondiale; a nord la Germania era limitata da mare del Nord, mar Baltico e Danimarca; a est confinava con Lituania, Polonia e Cecoslovacchia; a sud confinava con Austria e Svizzera, mentre a ovest toccava Francia, Lussemburgo, Belgio, Paesi Bassi e la Saar occupata, oltre a includere la Renania, anch'essa occupata fino al 1930, quindi restituita alla Germania ma destinata comunque a restare smilitarizzata.
Questi confini cambiarono con l'avvento al potere di Hitler: dopo un periodo di intimidazioni iniziato nel 1933, nella Saar un plebiscito, svoltosi nel 1935, decise a larga maggioranza la riunificazione della regione con la Germania, mentre non riuscì nel luglio 1934 il primo tentativo di annessione dell'Austria. Quindi, violando il trattato di Versailles e il Patto di Locarno, il 7 marzo 1936 rimilitarizzò la Renania; il 13 marzo 1938, proseguendo con la politica di Heim ins Reich, riuscì infine ad annettere l'Austria, invadendola; il 30 settembre 1938 riuscì a imporre lo smembramento della Cecoslovacchia, ottenendo l'annessione dei Sudeti e la creazione del Protettorato di Boemia e Moravia; il 22 marzo 1939 la Lituania dovette cedere, a seguito di ultimatum tedesco, il Territorio di Memel. Infine, il 23 agosto 1939, fu firmato a Mosca il patto Molotov-Ribbentrop, un patto di non aggressione tra Germania nazista e Unione Sovietica.

#### Culmine
La crisi di Danzica raggiunse il suo culmine all'inizio del 1939; man mano che i rapporti sulle dispute riguardo alla Città Libera di Danzica aumentavano, il Regno Unito "garantì" di difendere l'integrità territoriale dell'allora Repubblica di Polonia e i polacchi respinsero una serie di offerte ultimative da parte della Germania nazista riguardanti sia Danzica sia il corridoio polacco; i tedeschi decisero quindi di rompere le relazioni diplomatiche. Hitler aveva saputo che l'Unione Sovietica avrebbe firmato un patto di non aggressione con la Germania e avrebbe tollerato un attacco contro la Polonia. L'espansione della Germania nazista a formare la Großdeutschland ("Grande Germania"), secondo i principi del pangermanismo, già sviluppati nel secolo precedente, ma particolarmente cari a Hitler Il 1º settembre 1939 la Germania invase la Polonia e due giorni dopo Regno Unito e Francia dichiararono guerra alla Germania, fino a quel tempo costantemente alla ricerca di mediazioni pacifiche che avevano permesso l'espansione tedesca senza sforzi bellici. La seconda guerra mondiale stava iniziando, ma la Polonia cadde molto rapidamente, specialmente dopo che i sovietici l'ebbero attaccata a loro volta il 17 settembre. Il Regno Unito effettuò dei bombardamenti su Wilhelmshaven, Cuxhaven, Helgoland e altre zone. A parte qualche scontro navale, non successe nient'altro; per questo tale periodo venne definito della "strana guerra".
Il 1940 iniziò con il Regno Unito che lanciò dei volantini di propaganda nei cieli di Praga e Vienna, ma a un attacco tedesco alla flotta britannica in alto mare seguì il bombardamento inglese alla città portuale di Sylt. Dopo l'incidente dell'Altmark al largo delle coste della Norvegia e la scoperta dei piani britannici per accerchiare la Germania, Hitler invase la Danimarca, che non oppose resistenza e capitolò il giorno stesso dell'invasione. Le forze tedesche invasero quindi la Norvegia, che provò invece a resistere. Poco dopo britannici e francesi approdarono nella Norvegia centrale e settentrionale, ma la Germania sconfisse quelle truppe durante la conseguente campagna di Norvegia. Gli scontri durarono fino al giugno 1940, quando le forze anglo-francesi si ritirarono e l'esercito tedesco occupò gli ultimi territori ancora in mano alle forze norvegesi. Subito dopo la Svezia si dichiarò neutrale e la Finlandia si alleò con la Germania; Hitler si garantì così i rifornimenti di ferro dalla Svezia attraverso le acque costiere.

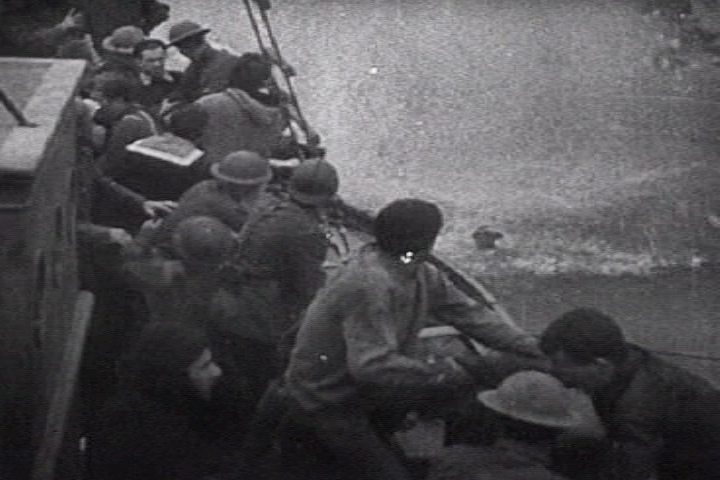
Un pescatore britannico aiuta un soldato alleato mentre una bomba lanciata da uno Stuka esplode pochi metri più in là: più di 300000 soldati vennero evacuati da Dunkerque e dalle spiagge circostanti nel maggio e giugno 1940.

Nel maggio 1940 la "strana guerra" finì e, contro il parere dei suoi consiglieri, Hitler invase il Lussemburgo, il Belgio e i Paesi Bassi; il Lussemburgo non oppose resistenza e capitolò il giorno stesso dell'invasione, mentre Paesi Bassi e Belgio cercarono vanamente di opporsi, ma i loro eserciti crollarono in poco tempo contro quello tedesco e si videro anch'essi costretti a capitolare. Una volta occupati i tre Paesi le forze tedesche invasero la Francia, il cui esercito non era per uomini e per mezzi inferiore a quello della Germania, ma non ne aveva la velocità (molto spesso uomini e cannoni si spostavano ancora al ritmo di fanti e cavalli) e soprattutto non era supportato da adeguate forze aeree (la debole aviazione francese fu subito annientata da quella tedesca e quella britannica non riuscì ad agire in tempo). La campagna di Francia si concluse con una schiacciante vittoria della Germania e con la capitolazione della Francia, che fu divisa in due parti: una zona nord, che passò alla Germania, e una zona sud, dove nacque uno Stato collaborazionista (chiamato anche Francia di Vichy) guidato dal generale Henry Philippe Pétain. Tuttavia, dato il rifiuto dei britannici di accettare l'offerta di pace di Hitler, la guerra continuò. Germania e Regno Unito continuarono a combattere sia in mare sia nei cieli e il 24 agosto due bombardieri tedeschi fuori rotta bombardarono accidentalmente Londra, contro la volontà di Hitler, cambiando il corso della guerra. Come risposta all'attacco i britannici bombardarono Berlino, azione che fece infuriare Hitler, il quale ordinò quindi di attaccare le città britanniche e il Regno Unito venne pesantemente bombardato nell'operazione chiamata Blitz.
Questo cambiamento degli obiettivi prioritari intralciò i piani della Luftwaffe di conquistare la superiorità aerea sulla Gran Bretagna, necessaria per la progettata invasione, e permise alle difese aeree britanniche di recuperare la propria forza e continuare a combattere. Hitler sperava di spezzare il morale dei britannici e conquistare in quel modo la pace, ma questi rifiutarono di arretrare di un passo dalle loro posizioni; alla fine, Hitler dovette rinunciare alla campagna di bombardamenti conosciuta come battaglia d'Inghilterra per dedicarsi alla lungamente pianificata invasione dell'Unione Sovietica, ovvero l'operazione Barbarossa.
L'operazione Barbarossa avrebbe dovuto iniziare prima di quando partì in realtà, ma i fallimenti militari italiani in Nordafrica e nei Balcani avevano preoccupato Hitler. Nel febbraio 1941 l'Afrika Korps tedesco venne inviato in Libia per aiutare gli italiani e tenere impegnate le forze del Commonwealth britannico schierate in Egitto che era tenuto dagli inglesi. Con il prosieguo della campagna del Nordafrica, a dispetto degli ordini che volevano si rimanesse sulla difensiva, l'Afrika Korps riconquistò i territori persi dagli italiani, respingendo i britannici nel deserto e avanzando verso l'Egitto. In aprile i tedeschi invasero la Jugoslavia, che qualche giorno prima si era alleata con il Regno Unito. Il Paese crollò rapidamente sotto i colpi della macchina da guerra tedesca e fu costretto alla capitolazione. Il Paese fu poi smembrato: la Slovenia e la Serbia furono annesse alla Germania, Croazia e Bosnia ed Erzegovina furono unite nello Stato Indipendente di Croazia (Stato fantoccio nelle mani dei tedeschi), il Montenegro passò all'Italia e la Macedonia alla Bulgaria. Seguirono poi l'invasione della Grecia (che capitolò dopo poche settimane, già provata da una lunga guerra difensiva contro l'esercito italiano che aveva provato a occupare il paese senza riuscirci) la battaglia di Creta (occupata con un aviosbarco). A causa delle distrazioni in Africa e nei Balcani i tedeschi non riuscirono a lanciare l'operazione Barbarossa fino alla fine di giugno. Uomini e materiali furono inoltre destinati ad altro impiego per creare l'Europa fortificata che Hitler voleva prima di rivolgere la propria attenzione a est.
La Germania e i suoi alleati invasero l'Unione Sovietica il 22 giugno 1941. Alla vigilia dell'invasione l'ex delfino di Hitler Rudolf Hess tentò di negoziare i termini di una pace con il Regno Unito con un incontro privato e non ufficiale dopo un atterraggio di fortuna in Scozia. Al contrario Hitler sperava che un rapido successo in Unione Sovietica avrebbe spinto i britannici ad accettare un tavolo di negoziati. L'inizio dell'operazione Barbarossa fu comunque un successo; il solo timore di Hitler era che l'esercito tedesco e i suoi alleati non avanzassero all'interno dell'Unione Sovietica abbastanza in fretta. Entro il dicembre 1941 i tedeschi e gli alleati raggiunsero le porte di Mosca; a nord le truppe avevano raggiunto Leningrado e avevano circondato la città. Nel frattempo la Germania e i suoi alleati controllavano ormai quasi tutta l'Europa continentale, con le eccezioni delle neutrali Svizzera e Svezia, e di Spagna, Portogallo, Liechtenstein, Andorra, Città del Vaticano, Principato di Monaco, Repubblica di San Marino, Irlanda, Turchia e del Regno Unito, che ancora resisteva.
L'11 dicembre 1941, quattro giorni dopo l'attacco giapponese a Pearl Harbor, la Germania nazista e l'Italia dichiararono guerra agli Stati Uniti. Questo non era solo un modo di rafforzare il legame con il Giappone, ma dopo mesi di roboante propaganda antitedesca sui media americani e la messa in atto del programma di aiuti al Regno Unito denominato Lend-Lease le indiscrezioni sul piano Rainbow Five e i contenuti del discorso di Franklin Delano Roosevelt riguardo a Pearl Harbor avevano fatto comprendere a Hitler che gli Stati Uniti non sarebbero rimasti neutrali. La politica tedesca di "accomodamento" verso gli Stati Uniti, che tendeva a mantenerli fuori dalla guerra, rappresentava inoltre un peso per lo sforzo bellico tedesco. La Germania aveva fino ad allora evitato di attaccare i convogli navali statunitensi, anche quando portavano aiuti alla Gran Bretagna o all'Unione Sovietica. Al contrario, dopo la dichiarazione di guerra, la marina tedesca iniziò una guerra sottomarina indiscriminata, servendosi degli U-Boot per attaccare le navi senza preavviso. L'obiettivo della marina tedesca, la Kriegsmarine, era di interrompere la linea di rifornimenti della Gran Bretagna.
In tali circostanze ebbe luogo una delle più famose battaglie navali della storia, quando la nave da battaglia tedesca Bismarck, la più grande e potente nave da guerra della Germania, tentò di raggiungere l'Atlantico e prendere d'assalto le navi con i rifornimenti dirette in Gran Bretagna. La Bismarck venne affondata, ma non prima di aver a sua volta mandato a fondo la più grande nave da guerra britannica, l'incrociatore HMS Hood. Gli U-Boot tedeschi ebbero maggior successo rispetto alle unità di superficie come la Bismarck. Tuttavia la Germania non riuscì a fare della produzione di sommergibili una priorità strategica e, quando lo fece, i britannici e i loro alleati avevano sviluppato tecnologie e strategie per neutralizzarli. Inoltre, a dispetto dei primi successi dei sommergibili del 1941 e 1942, la carenza di materiali in Gran Bretagna non raggiunse mai i livelli della prima guerra mondiale. La vittoria degli Alleati nella battaglia dell'Atlantico fu comunque ottenuta a caro prezzo: tra il 1939 e il 1945 furono affondate 3 500 imbarcazioni alleate (per un tonnellaggio complessivo di 14,5 milioni) a fronte di 783 U-Boot tedeschi.

#### Le persecuzioni e le campagne di sterminio
Le persecuzioni delle minoranze razziali, etniche e sociali e degli "indesiderabili" furono una costante sia in Germania sia nei territori occupati, a partire dal 1941 gli ebrei furono costretti a portare un distintivo giallo quando si trovavano in pubblico; la maggioranza di essi fu costretta a vivere in ghetti murati, dove rimasero isolati dal resto della popolazione. Nel gennaio 1942 la conferenza di Wannsee guidata da Reinhard Heydrich (diretto subordinato del capo delle SS Heinrich Himmler), stese i piani per la "soluzione finale della questione ebraica" (Endlösung der Judenfrage). A partire da allora e fino alla fine della guerra vennero sistematicamente uccisi più di sei milioni di ebrei, furono inoltre perseguitati e spesso uccisi milioni di omosessuali (tramite il paragrafo 175 del codice penale tedesco del tempo), romaní, rom e sinti (quest'altro genocidio è noto come Porajmos), massoni, zingari, testimoni di Geova, slavi, prigionieri politici e esponenti antinazisti (perlopiù socialisti e comunisti) eseguendo condanne a morte con il Volksgerichtshof (Tribunale del Popolo) e anche persone affette da malattie ereditarie e congenite gravi di tipo sia fisico sia mentale, tramite il programma Aktion T4. Più di dieci milioni di persone vennero inoltre costrette ai lavori forzati. Quotidianamente migliaia di persone venivano inviate nei campi di sterminio e nei campi di concentramento. Questo genocidio è noto come Olocausto in italiano e Shoah in ebraico.
Parallelamente all'Olocausto i nazisti misero in atto il Generalplan Ost ("piano generale per l'Est") che prevedeva la conquista, la pulizia etnica e lo sfruttamento delle popolazioni degli annessi territori dell'Unione Sovietica e della Polonia; furono così uccisi circa venti milioni di civili sovietici, tre milioni di polacchi e sette milioni di soldati dell'Armata Rossa. La guerra d'aggressione nazista per lo spazio vitale nell'Europa dell'Est venne intrapresa per "difendere la civiltà occidentale dal bolscevismo dei sub-umani". Stime indicano che, se i nazisti avessero vinto la guerra, avrebbero deportato circa cinquantuno milioni di slavi dall'Europa centrale e orientale.
A causa delle atrocità subite sotto il regime di Stalin molti ucraini, baltici e altri appartenenti a etnie oppresse combatterono al fianco dei nazisti. Gli abitanti delle regioni sovietiche occupate dai nazisti giudicati di razza ariana o che non avevano diretti antenati ebrei non vennero perseguitati e anzi spesso vennero reclutati nelle divisioni delle Waffen Schutzstaffel; in ultima analisi, il regime intendeva "germanizzare" tutto il volk giudicato razzialmente accettabile dell'Europa orientale occupata.

#### La vittoria degli Alleati

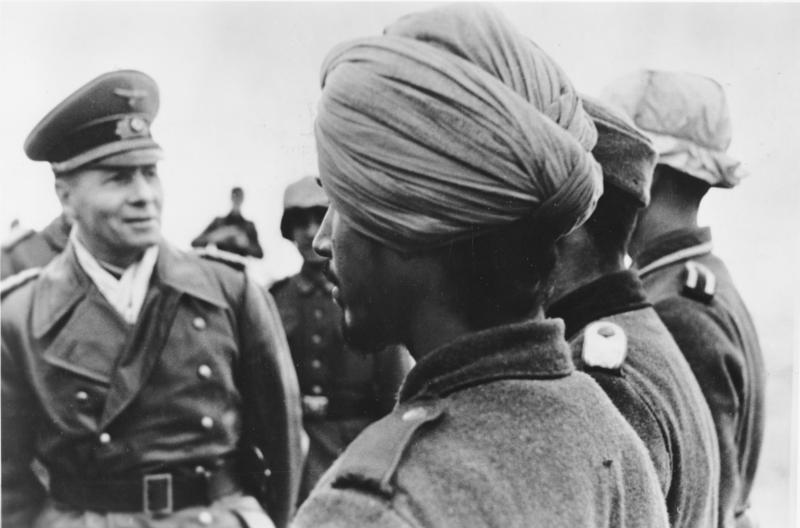
Il feldmaresciallo Rommel passa in rassegna la Legione SS "India Libera" in Francia nel 1944

All'inizio del 1942 l'Armata Rossa passò al contrattacco e, prima della fine dell'inverno, costrinse la Wehrmacht ad allontanarsi dai dintorni di Mosca. I tedeschi e i loro alleati fascisti avevano comunque ancora un fronte molto saldo e, in primavera, lanciarono un grosso attacco contro i campi petroliferi del Caucaso vicino al Volga nel Sud della Russia. Si crearono così le condizioni per un confronto definitivo tra nazisti e sovietici, la battaglia di Stalingrado (17 luglio 1942-2 febbraio 1943), al termine della quale l'Asse rimase sconfitto. Vinta anche una grande battaglia tra carri armati a Kursk-Orel nel luglio 1943, l'Armata Rossa avanzò verso ovest, in direzione della Germania; da quel momento in poi la Wehrmacht e i suoi alleati rimasero sulla difensiva.
Il ministro tedesco delle Finanze Lutz Graf Schwerin von Krosigk registrò nel suo diario un episodio, dei primi di aprile 1945, indicativo dell'alternanza di illusione e disperazione che si viveva nel Führerbunker: Joseph Goebbels leggeva ad alta voce a Hitler un capitolo della biografia di Federico il Grande, scritta da Thomas Carlyle. Vi si narrava come il re, dopo una serie di sconfitte, non vedesse più alcuna via uscita; la sua caduta sembrava imminente; Federico il Grande, nella sua ultima lettera al ministro conte Finckenstein, aveva previsto di suicidarsi se non ci fosse stato alcun cambiamento entro il 15 febbraio. "Re coraggioso!" commentava Carlyle, "aspetta ancora un po', i giorni della tua fortuna stanno dietro le nuvole e presto risorgeranno su di te". Il 12 febbraio la zarina di Russia muore; il miracolo del Casato di Brandeburgo era avvenuto.
Secondo il diario di Krosigk, dopo questa lettura "le lacrime inumidirono gli occhi del Führer". Il 12 aprile Krosigk scrisse: "Abbiamo sentito le ali dell'Angelo della Storia frusciare nella stanza. Potrebbe essere questo il tanto desiderato cambiamento di fortuna?" Goebbels avrebbe affermato: "per motivi di necessità storica e giustizia, un cambiamento di fortuna era inevitabile, come il miracolo del Casato di Brandeburgo nella guerra dei sette anni. Uno degli ufficiali di stato maggiore chiese ironicamente, Quale zarina morirà questa volta? Questo - Goebbels aveva risposto - non si può dire; ma il Fato mantiene ancora molte possibilità nelle sue mani. Tornato a casa, Krosigk seppe della notizia della morte del presidente Roosevelt e telefonò immediatamente al bunker, comunicando: "La zarina è morta".
Nel 1942 la Germania occupò, senza incontrare resistenza, la Francia di Vichy e Andorra, facendo della prima uno Stato fantoccio a tutti gli effetti, e installando nella seconda una base della Wehrmacht. Nel frattempo sui fronti le cose non accennavano a migliorare: in Libia, l'Afrika Korps non riuscì a spezzare il fronte alleato nella prima battaglia di El Alamein (1º – 27 luglio 1942), anche per le ripercussioni logistiche e morali della sconfitta di Stalingrado. A partire dai primi mesi del 1942, i bombardamenti alleati sulla Germania aumentarono d'intensità causando la distruzione, tra le altre, di città come Colonia e Dresda, la morte di migliaia di civili e costringendo i sopravvissuti a patire gravi sofferenze. Stime contemporanee riguardo alle perdite umane dell'esercito tedesco parlano di 5,5 milioni di morti.
Nel novembre 1942 la Wehrmacht e l'esercito italiano ingaggiarono gli statunitensi e i britannici in Tunisia, dando inizio alla campagna che si concluse nel maggio seguente con il ritiro delle truppe italo-tedesche dall'area. In Italia, gli Alleati erano arrivati in Sicilia e avevano cominciato a occupare il Sud; in risposta all'armistizio del settembre 1943 tra l'Italia e gli Alleati, i tedeschi occuparono il Nord e il Centro della penisola, istituendo uno Stato fantoccio chiamato Repubblica Sociale Italiana. Il Regno d'Italia dichiarò quindi guerra alla Germania. Gli Alleati e l'esercito regio italiano continuarono a riconquistare il Paese, ma incontrarono una fiera resistenza, in particolare ad Anzio e a Cassino, nella prima metà del 1944; la campagna continuò fin quasi al termine della guerra. Nel giugno 1944 le forze statunitensi e britanniche crearono un fronte occidentale con lo sbarco in Normandia (6 giugno 1944). Sul fronte orientale, dopo la positiva operazione Bagration dell'estate 1944, l'Armata Rossa conquistò la Polonia; le popolazioni della Prussia Orientale e Occidentale e della Slesia fuggirono in massa temendo persecuzioni e violenze da parte dei comunisti.

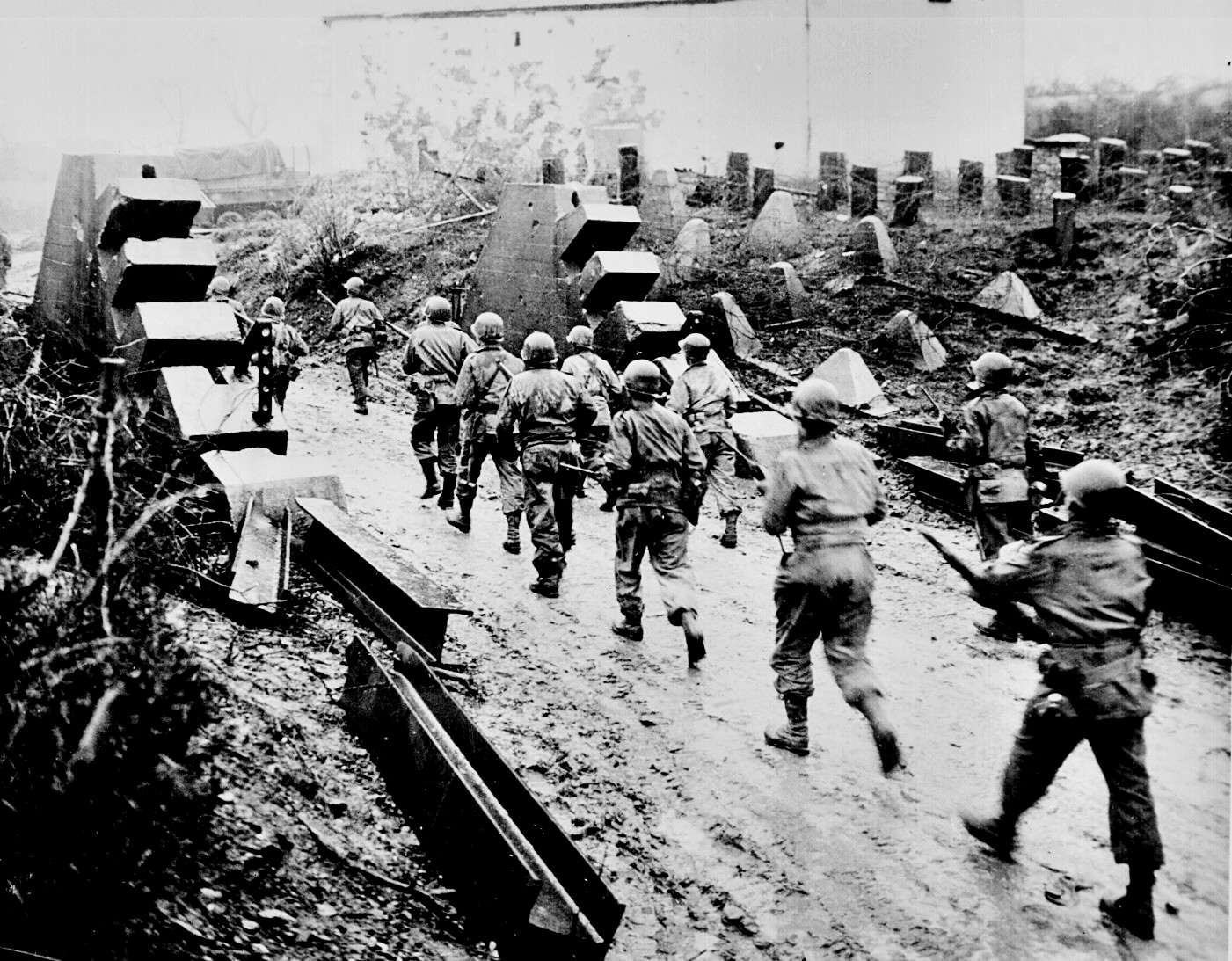
Soldati statunitensi attraversano la linea Sigfrido tra Francia e Germania

Nel frattempo, nel sotterraneo Führerbunker Adolf Hitler rimase psicologicamente isolato e tagliato fuori, iniziando a mostrare segni di squilibrio mentale; incontrando i vertici militari iniziò a valutare l'ipotesi del suicidio se la Germania avesse perso la guerra. Poco dopo l'Armata Rossa circondò Berlino, tagliandone le comunicazioni con il resto della Germania; nonostante la perdita di eserciti e territori Hitler non abbandonò il potere né si arrese. In assenza di comunicazioni da Berlino Hermann Göring mandò a Hitler un ultimatum, minacciando di assumere il comando della Germania nazista nel mese di aprile se non avesse ricevuto risposta, fatto che avrebbe interpretato come la dimostrata incapacità di Hitler a governare. Dopo aver ricevuto l'ultimatum Hitler ordinò l'immediato arresto di Göring e inviò un aereo che portasse la sua risposta a Göring stesso in Baviera. In seguito, nel Nord della Germania, il Reichsführer-SS Heinrich Himmler prese contatto con gli Alleati per negoziare la pace; anche in questo caso la reazione di Hitler fu violenta e ordinò l'arresto e la messa a morte di Himmler.
Nella primavera del 1945 l'Armata Rossa entrò a Berlino; le forze statunitensi e britanniche avevano conquistato la maggior parte della Germania occidentale e incontrarono i sovietici a Torgau, sul fiume Elba il 26 aprile 1945. Con Berlino sotto assedio, Hitler e i comandanti nazisti rimasero asserragliati nel Führerbunker mentre in superficie, nella battaglia di Berlino (16 aprile 1945-2 maggio 1945), l'Armata Rossa affrontava quello che restava dell'esercito tedesco, la Hitler-Jugend (la Gioventù hitleriana) e le Waffen-SS, per prendere il controllo della capitale ormai in rovina.

#### La capitolazione delle forze tedesche

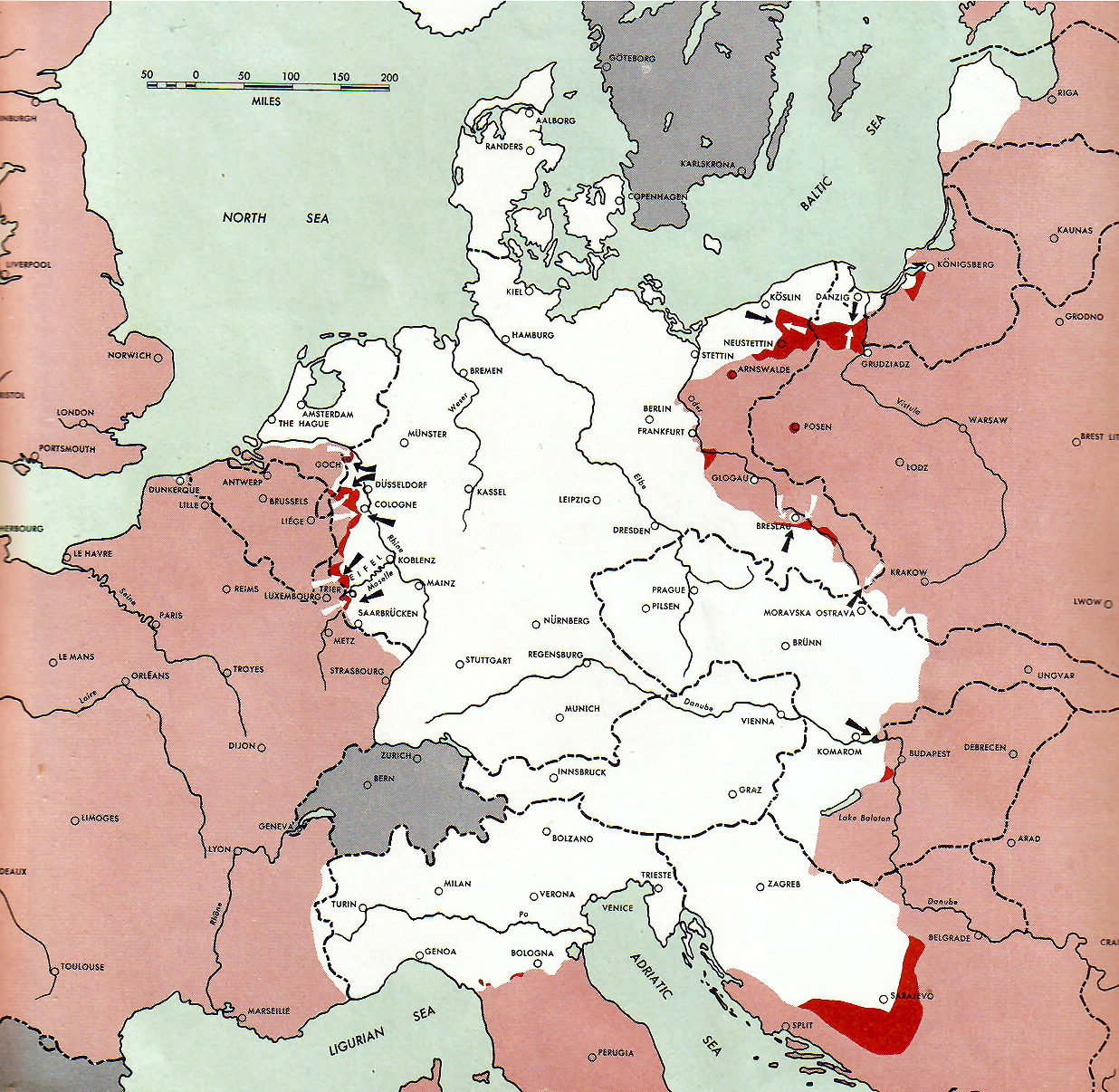
Territori sotto controllo tedesco al 1º marzo 1945

Il 30 aprile 1945, mentre la battaglia di Berlino raggiungeva il culmine e la città veniva presa dalle forze sovietiche, Hitler si suicidò all'interno del bunker. Due giorni dopo, il 2 maggio 1945, il generale tedesco Helmuth Weidling consegnò Berlino senza condizioni al generale sovietico Vasilij Ivanovič Čujkov. Il posto di Hitler venne preso dal grande ammiraglio Karl Dönitz come presidente del Reich e da Joseph Goebbels in qualità di cancelliere. Nessuno diventò Führer al suo posto, in quanto Hitler aveva abolito la carica nel proprio testamento. Goebbels tuttavia si suicidò a sua volta nel bunker un giorno dopo aver assunto la carica. Il governo di emergenza di Dönitz si stabilì nelle vicinanze del confine danese e tentò senza successo di negoziare una pace separata con gli alleati occidentali. Tra il 4 e l'8 maggio la maggior parte delle rimanenti forze armate tedesche sparse per l'Europa si arrese senza condizioni: era la fine della seconda guerra mondiale in Europa. Alla fine delle ostilità, a non essere occupata dagli Alleati era rimasta solo una striscia di territorio che andava dall'Alto Adige alla Boemia e alla Baviera orientale (oltre ad alcune zone isolate in Francia, in Italia, nei Paesi Bassi e in Scandinavia). Francia, Unione Sovietica, Regno Unito e Stati Uniti procedettero quindi a fissare delle zone di occupazione.
La guerra è stata la più grande e distruttiva della storia dell'umanità e ha causato sessanta milioni di morti, inclusi i milioni di persone perite durante l'Olocausto. La sola Unione Sovietica ha perso nel corso della guerra circa venti milioni di persone. Verso la fine della guerra l'Europa contava più di quaranta milioni di profughi.
Il 23 maggio 1945 il governo dell'ammiraglio Karl Donitz, successore di Hitler, venne sciolto dalle Forze Alleate inglese, francese, americana e sovietica, e il successivo 5 luglio, con la creazione della Commissione alleata di controllo, le quattro potenze alleate presero il "potere supremo per quanto riguarda la Germania".

### La caduta del TerzoReich
Nell'agosto 1945 con la conferenza di Potsdam vennero stretti accordi e tratteggiata una linea per la creazione di un nuovo governo della Germania del periodo post-bellico, oltre che per i risarcimenti di guerra e per il riassetto del Paese. Tutte le annessioni di territorio tedesche in Europa avvenute dopo il 1937, come quella dei Sudeti, vennero annullate; il confine orientale della Germania venne inoltre spostato verso ovest fino alla linea Oder-Neiße. I territori a est del nuovo confine come la Prussia Occidentale, parte della Prussia Orientale, la Slesia, due terzi della Pomerania e parte del Brandeburgo passarono alla Polonia, mentre parte della Prussia Orientale passò all'Unione Sovietica. La maggior parte di queste erano zone agricole, con l'eccezione della Slesia superiore che era il secondo centro tedesco come importanza per l'industria pesante. Molte città, sia grandi sia piccole, come Stettino, Königsberg, Breslavia, Elbląg e Danzica vennero svuotate della loro popolazione tedesca e tolte a loro volta dal controllo della Germania.
La Francia assunse il controllo di gran parte delle rimanenti fonti di carbone tedesche. Praticamente tutti i tedeschi che vivevano in Europa centrale al di fuori dei nuovi confini orientali di Germania e Austria, vennero nel giro di qualche anno espulsi, problema che riguardò circa diciassette milioni di persone. Stime calcolano che tali espulsioni finirono per provocare tra uno e due ulteriori milioni di morti. Le zone occupate da Francia, Regno Unito e Stati Uniti in seguito diventarono la Repubblica Federale Tedesca (Germania Ovest), mentre la zona controllata dai sovietici diventò la Repubblica Democratica Tedesca (Germania Est), con l'eccezione del settore occidentale della città di Berlino.
L'iniziale politica di occupazione repressiva degli Alleati occidentali venne radicalmente cambiata dopo pochi anni, quando la guerra fredda rese i tedeschi degli alleati importanti contro il comunismo. Entro gli anni sessanta la Germania occidentale si era già ripresa economicamente, producendosi in quello che venne chiamato Wirtschaftswunder ("miracolo economico"), principalmente grazie alla riforma monetaria del 1948 che sostituì il Reichsmark con il marco tedesco come valuta legale, arrestando l'inflazione galoppante, ma anche, in misura minore, all'aiuto economico sotto forma di prestiti fornito dal piano Marshall, la cui influenza venne ampliata fino a comprendere la Germania occidentale. Il recupero della Germania occidentale venne inoltre sostenuto dalle politiche fiscali e da un grande sforzo da parte dei lavoratori, che finì anche per generare il fenomeno dei Gastarbeiter.
La politica di smantellamento delle industrie tedesche da parte degli Alleati finì nel 1951 e nel 1952 la Germania aderì alla Comunità europea del carbone e dell'acciaio. Nel 1955 l'occupazione militare della Germania occidentale finì ufficialmente. Sotto il comunismo la Germania orientale si riprese a ritmo più ridotto fino al 1990, a causa dei risarcimenti pagati all'Unione Sovietica e degli effetti negativi dell'economia centralizzata pianificata. La Germania riguadagnò la piena sovranità dall'Unione Sovietica nel 1991.
Dopo la guerra i capi nazisti sopravvissuti vennero processati da un tribunale alleato a Norimberga per crimini contro l'umanità. Una minoranza venne condannata a morte e giustiziata, mentre altri vennero incarcerati e poi rilasciati verso la metà degli anni cinquanta sia per le loro condizioni di salute sia per l'età ormai avanzata, con la sola notevole eccezione di Rudolf Hess, che morì nel carcere di Spandau, dove si trovava in stato di isolamento permanente, nel 1987. Negli anni sessanta, settanta e ottanta in Germania occidentale vennero fatti altri tentativi di portare coloro che erano direttamente responsabili di "crimini contro l'umanità" davanti a un giudice. Tuttavia molti dei funzionari nazisti non di primo piano continuarono a rimanere in libertà.
Gli Alleati misero fuori legge il NSDAP, le sue organizzazioni secondarie e affiliate e la maggior parte dei suoi simboli ed emblemi (tra cui la svastica) sia in Germania sia in Austria; il divieto è tuttora in vigore. La fine del Terzo Reich vide inoltre il tramonto di correlate espressioni di esplicito nazionalismo, come il pangermanismo e il movimento völkisch, che prima della seconda guerra mondiale erano state ideologie diffuse e importanti della scena politica tedesca ed europea. Fedeli alle suddette ideologie rimasero solo piccole frange minoritarie.

## Le conseguenze

### I processi a Norimberga

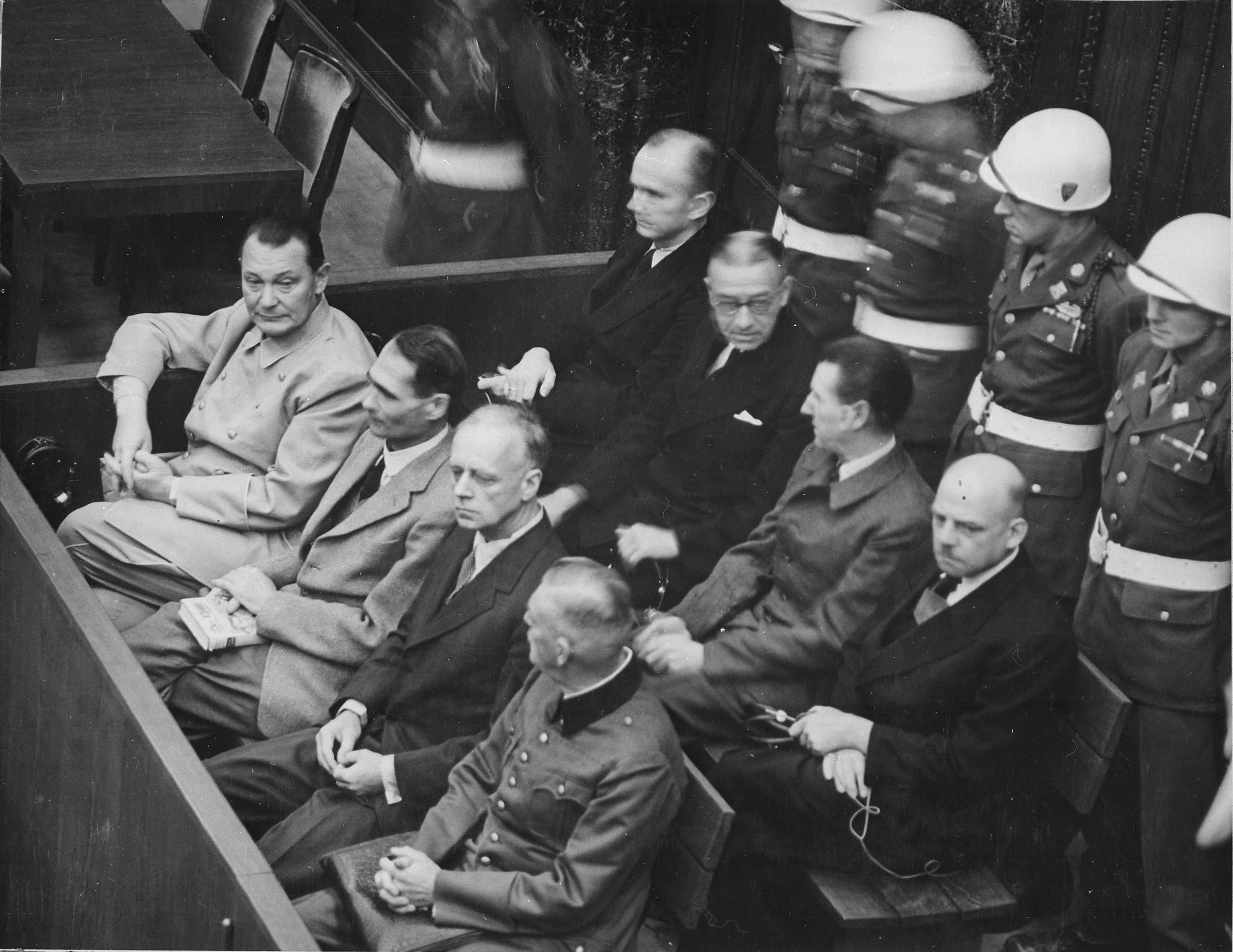
Il principale imputato del processo fu Hermann Göring (a sinistra in prima fila), il più importante tra gli ufficiali del Terzo Reich sopravvissuti. Si sarebbe poi tolto la vita il giorno prima dell'esecuzione, ingerendo cianuro.

I crimini di guerra e contro l'umanità nazionalsocialisti ebbero l'effetto di rinvigorire il sentimento internazionalista sia in Europa occidentale sia nel blocco orientale, situazione che ebbe come risultato la creazione delle Nazioni Unite (26 giugno 1945). Uno dei primi compiti affidati all'organizzazione fu l'istituzione di tribunali speciali per giudicare i dirigenti nazisti nei processi di Norimberga, organizzati proprio nell'ex roccaforte politica del nazismo.
Il primo e più importante fu il Processo dei principali criminali di guerra davanti al Tribunale militare internazionale (IMT) che riguardò ventiquattro tra i più importanti dirigenti nazisti, tra cui Hermann Göring, Ernst Kaltenbrunner, Rudolf Hess, Albert Speer, Karl Dönitz, Hans Frank, Julius Streicher e Joachim von Ribbentrop. Molti degli imputati furono giudicati colpevoli e dodici di essi furono condannati a morte per impiccagione. Alcuni dei condannati a morte nei loro ultimi secondi di vita inneggiarono a Hitler. Tra coloro che sfuggirono all'esecuzione vi furono Göring (che si suicidò con il cianuro), Hess (ex confidente di Hitler condannato all'ergastolo), Speer (architetto di Stato e in seguito ministro degli armamenti, condannato a vent'anni nonostante si fosse servito del lavoro di schiavi), Konstantin von Neurath (membro del governo del Terzo Reich che era già in carica prima dell'ascesa al potere del regime) e l'economista Hjalmar Schacht (altro ministro che era stato al governo anche prima del nazismo).
Nonostante tutto, alcuni hanno accusato i processi di Norimberga di essere stati la "giustizia del vincitore", dal momento che non fu presa alcuna iniziativa simile per punire i crimini di guerra e contro l'umanità commessi durante la guerra da Alleati e sovietici.

### L'occupazione della Germania
Dopo la sconfitta, la Germania venne provvisoriamente divisa in quattro zone:
- Zona d'occupazione americana
- Zona d'occupazione britannica
- Zona d'occupazione francese
- Zona d'occupazione sovietica

Con il Trattato Generale firmato il 26 maggio 1952, la Germania Ovest fu riconosciuta come Stato sovrano. Il trattato entrò in vigore nel 1955, l'occupazione occidentale cessò di esistere e gli alti commissari furono sostituiti da ordinari ambasciatori.

## Geografia

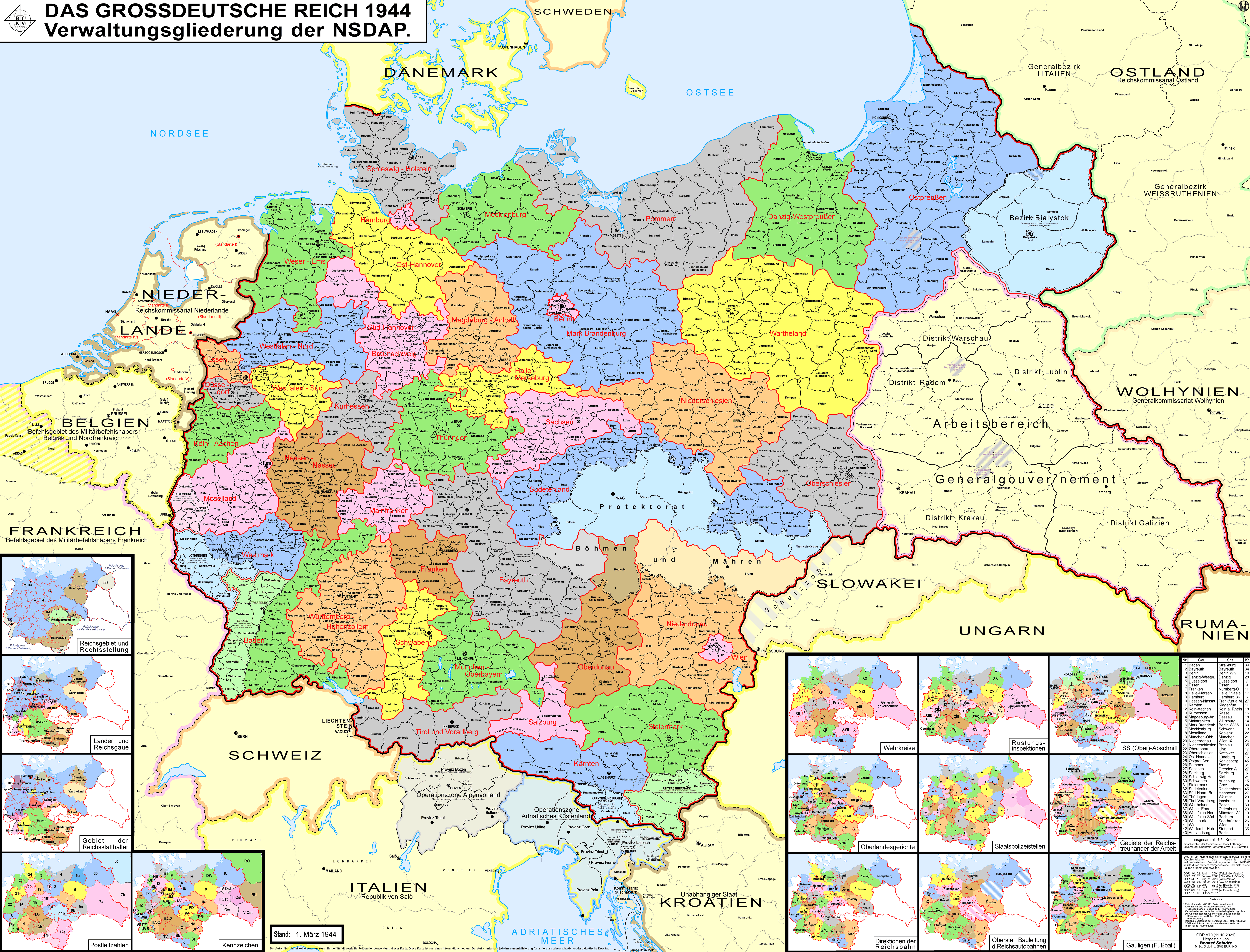
Suddivisioni amministrative della Grande Germania nel 1944

### Amministrazione
Il regime nazionalsocialista ereditò l'organizzazione amministrativa e la ripartizione del territorio statale dalla decaduta Repubblica di Weimar. La Germania nel 1939 copriva una superficie di 633786 km² con una popolazione di 69 314 000 abitanti. Il governo di Hitler apportò delle modifiche che tendevano a svuotare il tradizionale sistema federale tedesco. I Länder, che traevano origine dagli antichi Stati costituenti l'impero vengono progressivamente riuniti e soppressi. Nel 1934 furono unificati i due Meclemburgo e nel 1937 fu soppresso quello di Lubecca, ritenuto territorialmente troppo limitato e assorbito dallo Schleswig-Holstein. I Länder superstiti nel 1939 erano:
- Città di Amburgo
- Anhalt
- Assia
- Baden
- Baviera e Sudeti
- Berlino
- Città di Brema
- Braunschweig
- Lippe
- Meclemburgo
- Oldenburg
- Prussia e Slesia morava
- Sassonia e Sudeti
- Schaumburg Lippe
- Württemberg

Per rafforzare il controllo della Germania da parte di Hitler nel 1935 il regime nazista di fatto sostituì i governi dei Länder (Stati costitutivi) con i Gau (distretti regionali), guidati da governatori che rispondevano direttamente al governo centrale del Reich di Berlino. La riorganizzazione politica indebolì la Prussia, che storicamente aveva da sempre avuto un peso determinante sulle scelte politiche tedesche. Inoltre, nonostante la centralizzazione e l'assunzione dell'incarico di governatori dei Gau, alcuni dirigenti nazisti continuarono a mantenere la carica che avevano all'interno dei Länder; Hermann Göring rimase Reichsstatthalter e primo ministro di Prussia fino al 1945, mentre Ludwig Siebert rimase primo ministro di Baviera. Così nel corso della seconda guerra mondiale lo Stato tedesco fu riorganizzato in nuovi territori interni ed esterni (annessioni fuori del territorio tedesco).
- Berlino
- Marca del Brandeburgo
- Pomerania
- Meclemburgo
- Wartha
- Danzica e Prussia Occidentale
- Prussia Orientale
- Bassa Slesia
- Alta Slesia
- Sassonia
- Sudeti
- Halle e Merseburg
- Turingia
- Magdeburgo e Anhalt
- Schleswig e Holstein
- Amburgo
- Hannover orientale
- Hannover meridionale e Braunschweig
- Assia elettorale
- Nord Westfalia
- Sud Westfalia
- Weser ed Ems
- Assia e Nassau
- Franconia del Meno
- Essen
- Düsseldorf
- Colonia e Aquisgrana
- Mosella
- Westmark
- Baden
- Württemberg e Hohenzollern
- Franconia
- Bayreuth
- Svevia
- Monaco e Alta Baviera

#### Territori annessi
Nell'ottica di creare una "Grande Germania" il governo nazista di Hitler attuò una politica di espansione a danno dei vicini Stati.
- Austria: diviene provincia del Reich con l'annessione del 13 marzo 1938 (Anschluss) con a capo come gerarca nazista (Reichstadthalter) il governatore Joseph Bürckel che l'amministra fino al 28 aprile 1945. 
  - Alto Danubio
  - Basso Danubio
  - Vienna
  - Salisburgo
  - Stiria
  - Carinzia
  - Tirolo e Vorarlberg
- Cecoslovacchia
  - Protettorato di Boemia e Moravia dal 16 marzo 1939 con il governatore Reinhard Heydrich a cui succedono Wilhelm Frick come Reichsprotektor (1943-1944) e il vice Karl Frank fino al 1945.
- Polonia: è occupata con lo scoppio della seconda guerra mondiale (1º settembre 1939) e governata da Hans Frank.
  - Ostland (Lituania)
  - Rutenia bianca
  - Białystok
  - Volinia
  - Varsavia
  - Lublino
  - Radom
  - Cracovia
  - Galizia

Rutenia: divenuta repubblica autonoma sotto il protettorato tedesco (1939) è amministrata dal generale Volosin ed è poi ceduta come provincia all'Ungheria.

### Regioni e protettorati
Negli anni che precedettero la guerra, oltre alla Repubblica di Weimar, il Reich finì per comprendere altre regioni dove vivevano popolazioni di etnia tedesca, come Austria, i Sudeti cecoslovacchi e il Territorio di Memel in Lituania. Tra le regioni conquistate dopo lo scoppio della guerra si ricordano Eupen e Malmedy, l'Alsazia-Lorena, la città libera di Danzica e la Polonia.
Tra il 1939 e il 1945 il Terzo Reich governò l'attuale Repubblica Ceca come protettorato di Boemia e Moravia, introducendo la Reichsmark come mezzo legale di pagamento accanto alla preesistente corona e realizzando nell'ottobre del 1940 l'unione doganale con la Germania; rivendicata prima della guerra, la Slesia ceca venne incorporata nella provincia della Slesia e il Lussemburgo venne annesso nel 1942 durante la guerra. La Galizia centrale e quella polacca furono poste sotto il Governatorato Generale. Alla fine del conflitto i polacchi avrebbero dovuto essere forzatamente trasferiti dai territori settentrionali e occidentali della Polonia ante-guerra per far posto a cinque milioni di tedeschi. Per la fine del 1943 il Reich occupò il Sud Tirolo, il Trentino, l'Istria, il Friuli e la provincia di Belluno, dando vita a due enti amministrativi, denominati Zona d'operazioni del Litorale adriatico (Operationszone Adriatisches Küstenland) e Zona d'operazioni delle Prealpi (Operationszone Alpenvorland), direttamente dipendenti da Berlino. Ciò fu possibile per via del caos in cui era precipitata l'Italia con l'armistizio di Cassibile.

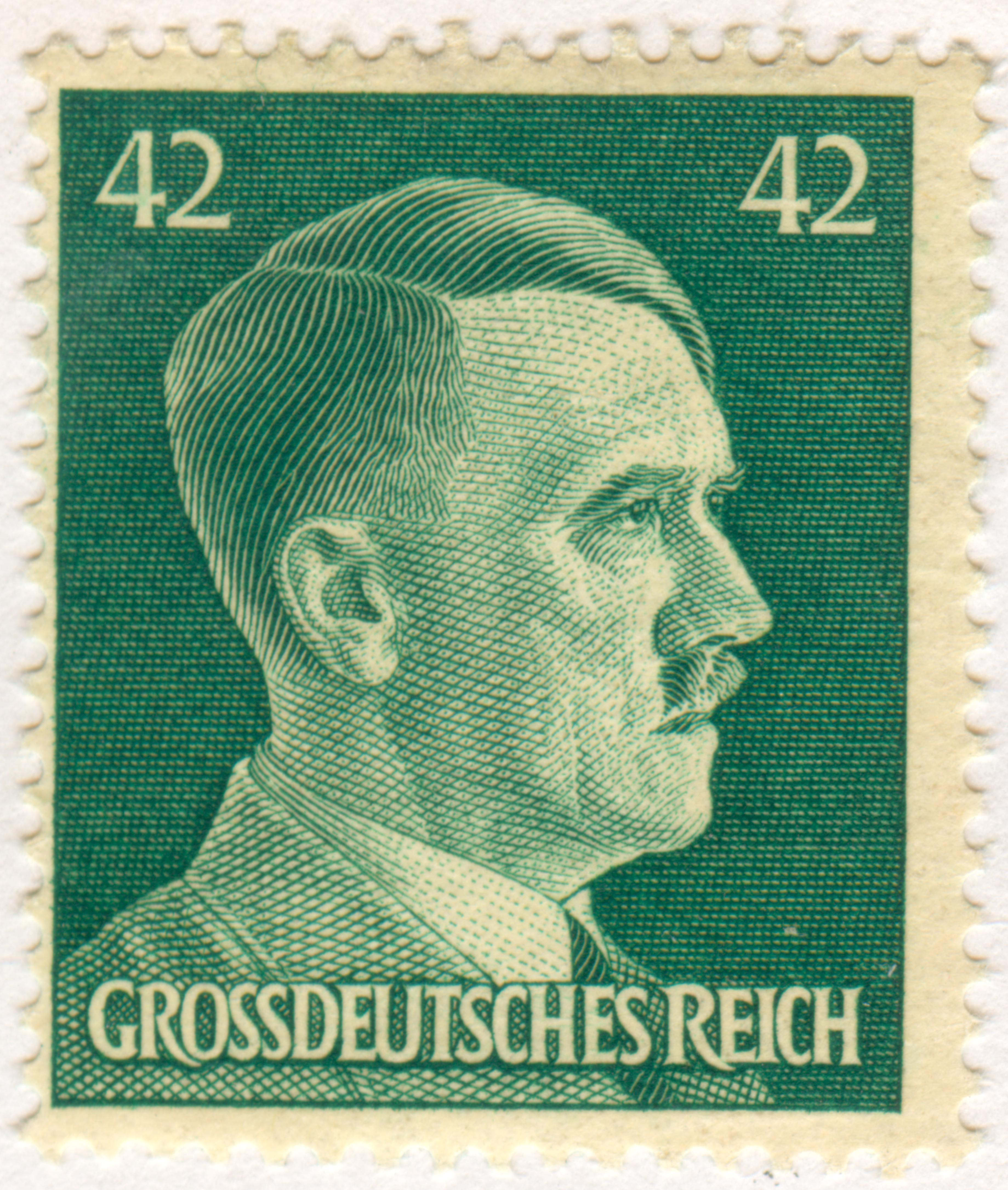
Francobollo da 42 pfennig con l'effigie di Adolf Hitler (1944); la Germania si trasformò nel Grossdeutsches Reich nel 1943

Nei territori occupati che non rientravano nel progetto di annessione alla Große-Deutschland vennero istituite le suddivisioni amministrative chiamate Reichskommissariat. La Russia sovietica occupata dai nazisti includeva il Reichskommissariat Ostland (che comprendeva i Paesi Baltici, la parte orientale della Polonia e la parte occidentale della Bielorussia) e il Reichskommissariat Ukraine. Nell'Europa del Nord c'erano il Reichskommissariat Niederlande (nei Paesi Bassi) e il Reichskommissariat Norwegen (in Norvegia). Nel 1944 venne creato un Reichskommissariat franco-belga dalla precedente amministrazione militare del Belgio e della Francia del Nord, anch'essa frutto della occupazione tedesca. Tali strutture avrebbero dovuto fungere da basi per la creazione di Stati satelliti filo-tedeschi, ma il corso della guerra interruppe bruscamente questi progetti.

## Economia
Adottando il trasversalismo tipico del fascismo, l'economia di guerra della Germania nazista era un sistema misto di libero mercato e pianificazione statale centralizzata; lo storico Richard Overy afferma: «L'economia tedesca teneva il piede in due scarpe. Non era abbastanza affidata allo Stato da poter realizzare quello che poteva fare il sistema sovietico, ma non era nemmeno così capitalista da poter contare, come faceva l'America, sul reclutamento dell'impresa privata.»
Quando i nazisti salirono al governo il principale problema in campo economico era un tasso nazionale di disoccupazione vicino al 30%. Inizialmente le politiche economiche del Terzo Reich furono frutto delle idee dell'economista Hjalmar Schacht, presidente della Reichsbank (1933) e Ministro dell'economia (1934), che aiutò il cancelliere Hitler ad avviare il risanamento, la realizzazione e il programma di riarmo del Paese. Come ministro dell'economia, Schacht fu uno dei pochi ministri a sfruttare la libertà amministrativa consentita dall'uscita del Reichsmark dal sistema aureo per mantenere bassi i tassi di interesse e incrementare la spesa pubblica. Un ampio programma nazionale di opere pubbliche, che abbassò la disoccupazione, venne finanziato in deficit. Effetto dell'amministrazione Schacht fu il rapidissimo calo del tasso di disoccupazione, più rapido di quello di qualsiasi altro Paese durante la grande depressione. Se tale politica si potesse o meno definire di tipo keynesiano fu dibattuto da numerosi economisti già durante gli anni trenta. La maggior parte degli storici oggi nega che si possa attribuire questo aggettivo alla politica economica del nazionalsocialismo. Essa ebbe fin dall'inizio come obiettivo primario la realizzazione del riarmo a tappe forzate, con bilanci militari in continuo aumento e una conseguente lievitazione della spesa pubblica; la Reichswehr composta da 100 000 soldati, si ampliò fino a comprendere milioni di uomini e nel 1936 venne ribattezzata Wehrmacht.

Simbolo identificativo di un Ostarbeiter

Mentre il rigido controllo statale sull'economia e la massiccia politica di riarmo portarono durante gli anni trenta il Paese a una condizione vicina alla piena occupazione (le statistiche non comprendono le donne e i non cittadini tedeschi), tra il 1933 e il 1938 in Germania gli stipendi reali calarono circa del 25%. I sindacati vennero soppressi, così come i contratti collettivi e il diritto di sciopero. Venne abolito anche il diritto di licenziarsi: nel 1935 vennero istituiti i registri del lavoro e diventò necessaria l'autorizzazione del precedente datore di lavoro perché una persona potesse essere assunta altrove.
Il controllo nazista sulle attività economiche comportò una diminuita capacità di produrre profitto degli investimenti, che dovevano essere fatti solo su compagnie che producevano beni e prodotti richiesti dal Terzo Reich. Di fatto il finanziamento statale prevaleva nettamente sull'investimento privato; nei bienni 1933-1934 la percentuale di titoli privati in circolazione diminuì fino a scendere dal 50% al circa 10% del quadrienni 1935-1938. Pesanti tasse sui profitti limitavano la capacità di autofinanziamento delle imprese, mentre le aziende più grandi (che in genere lavoravano per appalti governativi) erano in genere esentate dal pagamento delle imposte; in pratica nel Terzo Reich il controllo del governo "aveva ridotto l'iniziativa privata a un guscio vuoto".
Nel 1937 Hermann Göring sostituì Schacht come ministro dell'economia e introdusse un piano quadriennale che avrebbe reso autosufficiente la Germania in caso di guerra riducendo le importazioni dall'estero; tra gli altri provvedimenti il piano prevedeva salari e prezzi fissati dallo Stato (chi avesse violato la norma sarebbe finito in un campo di concentramento) e il rendimento dei dividendi azionari era fissato al limite massimo del 6%. Gli obiettivi strategici dovevano essere raggiunti indipendentemente dai costi (come nell'economia sovietica).
Il piano quadriennale venne trattato nel Memorandum di Hossbach (5 novembre 1937), resoconto dell'incontro tra Hitler, l'esercito e gli addetti alla politica estera, in cui venne pianificata la guerra d'aggressione. La Germania iniziò comunque la guerra nel 1939, mentre la conclusione del piano era prevista nel 1940; per controllare l'economia del Reich Göring creò l'ufficio per il piano quadriennale. Nel 1942 gli aumentati costi del conflitto e la morte in un incidente aereo del Reichsminister Fritz Todt, crearono le condizioni perché alla guida delle politiche economiche si insediasse Albert Speer; Speer impiantò in Germania un'economia di guerra che richiese lo sfruttamento su larga scala di lavoratori forzati. Per sostenere l'economia del Terzo Reich per mezzo di schiavi i nazisti sequestrarono dodici milioni di persone provenienti da circa venti nazioni europee; approssimativamente il 75% di essi proveniva dall'Europa orientale.

## Ordinamento politico
Con l'assegnazione della maggioranza delle posizioni di governo a membri del partito nazista per il 1935 il governo nazionale tedesco e il partito diventarono praticamente la stessa cosa. Nel 1938, per mezzo della politica della Gleichschaltung, i governi locali e degli Stati federati persero tutto il loro potere legislativo, rispondendo sul piano amministrativo ai capi nazisti, conosciuti come Gauleiter, che governavano i Gau e i Reichsgau.

### Governo
La Germania nazionalsocialista si componeva di varie strutture di potere, che cercavano tutte di guadagnarsi il favore del Führer, Adolf Hitler. In questo modo molte leggi esistenti venivano eliminate e sostituite con delle interpretazioni di quella che si riteneva fosse la volontà di Hitler. Un alto ufficiale del partito o del governo poteva prendere un commento di Hitler e trasformarlo in una nuova legge, che Hitler avrebbe potuto approvare come disapprovare. Questo modo di procedere prese il nome di "lavorare in direzione del Führer" e il governo non era coordinato e non collaborava come un blocco unico, ma operava come un gruppo di individui ciascuno dei quali cercava di guadagnare per sé maggior potere e influenza tramite Hitler. Questo fatto rese spesso l'azione di governo molto involuta e divisa, specialmente grazie al fatto che Hitler aveva l'abitudine di fare nomine molto simili con sovrapposizioni di poteri e autorità. Il metodo permise ai nazisti più ambiziosi e con minori scrupoli di mettersi in luce assecondando le posizioni più estreme e radicali dell'ideologia di Hitler, come l'antisemitismo, guadagnandosi il suo favore politico. Protette dall'efficientissima macchina della propaganda di Goebbels che ritraeva il governo come un gruppo impegnato coeso ed efficiente, le lotte interne e la conseguente legislazione caotica finirono per aumentare sempre più. Gli storici in materia si dividono tra "intenzionalisti", che credono che Hitler avesse creato tale sistema perché era l'unico modo di assicurarsi la totale fedeltà dei sottoposti e di rendere impossibile una cospirazione, e "strutturalisti", che credono che il sistema si fosse evoluto da solo come apparente limitazione del potere assoluto di Hitler.

#### Governo e autorità nazionali
- Ufficio della Cancelleria del Reich (Hans Lammers)
- Ufficio della Cancelleria del Partito (Martin Bormann)
- Ufficio della Cancelleria Presidenziale (Otto Meißner)
- Consigliere di governo (Konstantin von Neurath)
- Cancelleria del Führer (Philipp Bouhler)

#### Uffici delReich
- Ufficio del piano quadriennale (Hermann Göring)
- Ufficio del capo delle guardie forestali (Hermann Göring)
- Ufficio dell'ispettore generale delle ferrovie
- Ufficio del presidente della banca del Reich
- Ufficio della gioventù del Reich
- Ufficio delle tesoreria del Reich
- Ispettore generale della capitale del Reich
- Ufficio del consigliere per la capitale del movimento (Monaco di Baviera)

#### Ministri del Reich
- Ministro degli esteri (Joachim von Ribbentrop)
- Ministro degli interni (Wilhelm Frick, Heinrich Himmler)
- Ministro della propaganda (Joseph Goebbels)
- Ministro dell'aviazione (Hermann Göring)
- Ministro delle finanze (Lutz Schwerin von Krosigk)
- Ministro della giustizia (Otto Thierack)
- Ministro dell'economia (Walther Funk)
- Ministro dell'alimentazione e dell'agricoltura (Richard Walther Darré)
- Ministro del lavoro (Franz Seldte)
- Ministro della scienza, educazione e pubblica istruzione (Bernhard Rust)
- Ministro degli affari ecclesiastici (Hanns Kerrl)
- Ministro dei trasporti (Julius Dorpmüller)
- Ministro delle poste (Wilhelm Ohnesorge)
- Ministro delle armi, munizioni e armamenti (Fritz Todt, Albert Speer)
- Ministri senza portafoglio (Konstantin von Neurath, Hans Frank, Hjalmar Schacht, Arthur Seyss-Inquart)

### Ideologia
Il nazionalsocialismo adottava alcuni degli elementi ideologici chiave del fascismo, che erano stati originariamente sviluppati in Italia sotto la guida di Benito Mussolini; tuttavia i nazisti non si definirono mai fascisti. Entrambe le ideologie prevedevano l'uso politico di militarismo, nazionalismo, anticomunismo e forze paramilitari ed entrambe si proponevano di creare uno Stato dittatoriale. I nazisti furono però molto più interessati alla questione razziale di quanto lo fossero i fascisti in Italia, Portogallo e Spagna. I nazisti inoltre intendevano creare uno Stato completamente totalitario a differenza dei fascisti italiani che, pur con simili propositi, lasciarono un grado maggiore di libertà personale ai propri cittadini. Tali differenze consentirono alla monarchia italiana di continuare a esistere e mantenere alcuni poteri ufficiali. I nazisti copiarono dai fascisti italiani buona parte della loro simbologia, trasformando ad esempio il saluto romano nel saluto nazista; entrambi i partiti organizzavano raduni di massa, si servivano di organizzazioni paramilitari in divisa fedeli al partito (le SA in Germania e le Camicie nere in Italia), Hitler e Mussolini venivano chiamati con appellativi equivalenti ("Führer" e "Duce"), erano anticomunisti, volevano uno Stato guidato dall'ideologia e perseguivano una via di mezzo tra capitalismo e comunismo comunemente nota come corporativismo. Il partito comunque rifiutava l'etichetta di fascista, sostenendo che il nazionalsocialismo era un'ideologia originale tedesca.
La natura totalitaria del Partito nazionalsocialista era uno dei suoi dogmi fondamentali. I nazisti lottarono perché tutti i grandi conseguimenti passati della nazione tedesca e delle sue genti venissero associati agli ideali del nazionalsocialismo, anche quelli ottenuti prima che tale ideologia esistesse. La propaganda attribuì il rafforzamento degli ideali nazisti e il successo del regime ad Adolf Hitler, che veniva descritto come il genio che stava dietro ai successi del partito e alla rinascita della Germania.
Per assicurare la riuscita dell'intento di realizzare uno Stato totalitario, la milizie paramilitari naziste, le Sturmabteilung (SA), scatenarono violenze nei confronti di appartenenti alla sinistra, comunisti, democratici, ebrei e altri oppositori o appartenenti a minoranze. Le "squadre d'assalto" delle SA si scontrarono duramente con gli avversari del Partito Comunista Tedesco (Kommunistische Partei Deutschlands, KPD), fatto che creò nel Paese un clima di illegalità e paura. Nelle città le persone temevano rappresaglie o anche la morte, se si fossero mostrate ostili ai nazisti. Data la frustrazione della gente (conseguenza della prima guerra mondiale e alla depressione) fu facile per le SA attrarre tra le proprie file un gran numero di giovani emarginati e disoccupati appartenenti alla classe lavoratrice, rendendoli sostenitori del partito.
La "questione tedesca", come spesso si nomina la questione in storiografia, ha il suo fulcro nel problema dell'amministrazione e della sovranità delle regioni abitate da popolazioni di etnia tedesca nell'Europa centrale e meridionale, un tema che è stato sempre molto importante nella storia della Germania. Il piano per mantenere la Germania territorialmente ridotta favoriva i suoi principali rivali economici, ed era la principale motivazione per la rifondazione di uno Stato polacco a spese della Germania (tramite cessione della Prussia e della Pomerania); l'obiettivo era di creare numerosi contrappesi per "ribilanciare la potenza della Germania", in modo da non permettere il ritorno di uno Stato egemone in Europa che destabilizzasse il controllo sul continente acquisito da Stati Uniti e Unione Sovietica.
I nazisti sostennero l'idea della Großdeutschland e credevano che la riunione dei popoli germanici all'interno di un solo Stato rappresentasse un passo vitale verso il successo della nazione. Fu l'appassionato sostegno all'ideale di un solo Volk per la Grande Germania che condusse all'espansione territoriale, fornendo al Terzo Reich la legittimazione e il sostegno necessari a riconquistare territori perduti in tempi relativamente recenti, ma popolati perlopiù da popolazioni non-tedesche, come nel caso delle province orientali perse col trattato di Versailles o a acquisire nuovi territori dove vivevano dei tedeschi come l'Austria. Anche il concetto hitleriano di Lebensraum ("spazio vitale"), evoluzione novecentesca del suo predecessore, il Drang nach Osten, venne sfruttato dal NSDAP per legittimare la politica espansionista. Al vertice degli obbiettivi da conquistare vi erano il corridoio polacco e la città di Danzica, il primo per ritrovare la continuità orientale tra Prussia e Pomerania e la seconda perché abitata soprattutto da tedeschi.
Come ulteriore complemento alla politica razziale, con la teoria del Lebensraum, secondo i progetti del Reich l'Europa orientale sarebbe stata popolata da milioni di coloni di etnia tedesca e la popolazione slava che fosse rientrata negli standard razziali stabiliti dai nazisti sarebbe stata assorbita dal Reich. Coloro che invece non rispettavano gli standard razziali sarebbero stati sfruttati come manodopera a buon mercato oppure deportati più a est. Il razzismo era un aspetto molto importante della società del Terzo Reich: i nazisti univano l'antisemitismo all'anticomunismo, considerando sia il movimento internazionale leninista sia il mercato internazionale di tipo capitalista come opera della "cospirazione ebraica", a causa dell'asserito alto numero di persone di origine ebraica tanto nelle file dell'alta finanza angloamericana quanto tra gli esponenti della rivoluzione bolscevica. Si riferivano a questa presunta alleanza anti-europea come alla "rivoluzione ebraico-bolscevica dei subumani". Queste premesse si concretizzarono durante la seconda guerra mondiale nella deportazione, nell'internamento e nel sistematico sterminio di milioni di persone, metà delle quali erano ebrei. Furono uccisi inoltre milioni di polacchi, rom, comunisti, socialisti, anarchici, emarginati sociali, omosessuali, intellettuali non allineati e appartenenti a minoranze religiose come testimoni di Geova, cristadelfiani, membri della Chiesa confessante e massoni.

### Rapporti con l'estero
I rapporti tra la Germania e il resto degli Stati europei si basavano essenzialmente su manovre politiche e decisioni opportunistiche. Temendo lo scoppio di una nuova guerra mondiale il Regno Unito e la Francia cercarono di perseguire una politica di pacificazione nei confronti della Germania, astenendosi da una politica estera aggressiva per accontentare i nazisti appena saliti al potere. Gli obiettivi di Hitler erano essenzialmente tre: stracciare il trattato di Versailles, riunificare i territori assegnati ad altre amministrazioni dal trattato stesso e procurare alla Germania il Lebensraum. Nel Mein Kampf Hitler, da sempre affascinato dal mito dell'Impero britannico, aveva espresso il suo desiderio di un'alleanza con il Regno Unito, onde isolare la Francia e rivendicare i territori di Alsazia e Lorena, per poi attaccare l'Unione Sovietica.
Hitler si servì della politica accomodante delle due più grandi democrazie europee per procurarsi opportunisticamente un vantaggio quando nel marzo 1935 annunciò che avrebbe indetto una leva militare per creare la Luftwaffe; entrambe le iniziative erano una violazione del trattato di Versailles. La sua politica estera era intesa a testare la forza di Francia e Regno Unito per vedere fino a che punto avrebbe potuto spingersi senza conseguenze.
L'altro fronte su cui si muoveva era l'Italia; Hitler, da sempre grande ammiratore di Mussolini, vedeva in essa un altro naturale alleato geopolitico della Germania e più volte si era dichiarato estraneo all'irredentismo tedesco nel Südtirol in voga tra i nazionalisti tedeschi negli anni venti. Tuttavia prima della stipulazione dell'asse Roma-Berlino Mussolini era fortemente anti-hitleriano e mal tollerava la politica di appeasement condotta da Francia e Inghilterra. L'Italia si opponeva in particolar modo alle pretese del NSDAP di annettere l'Austria alla Germania. Mussolini era infatti amico personale del cancelliere austriaco Engelbert Dollfuss e il suo assassinio nel 1934 per mano di esponenti filo-tedeschi indusse Mussolini a opporsi con la forza a ogni tentativo di espansione da parte della Germania. Solo nel 1938, con un notevole riavvicinamento tra Germania e Italia in seguito alla guerra d'Etiopia, gli esponenti filo-nazisti organizzarono un colpo di Stato e presero il potere in mano; la Germania poté dunque penetrare nel Paese alpino e annetterlo al Reich. L'Italia reagì con indifferenza, mentre l'Inghilterra di Chamberlain sperava invano che la volontà di potenza del Reich si fosse placata con l'Anschluss.

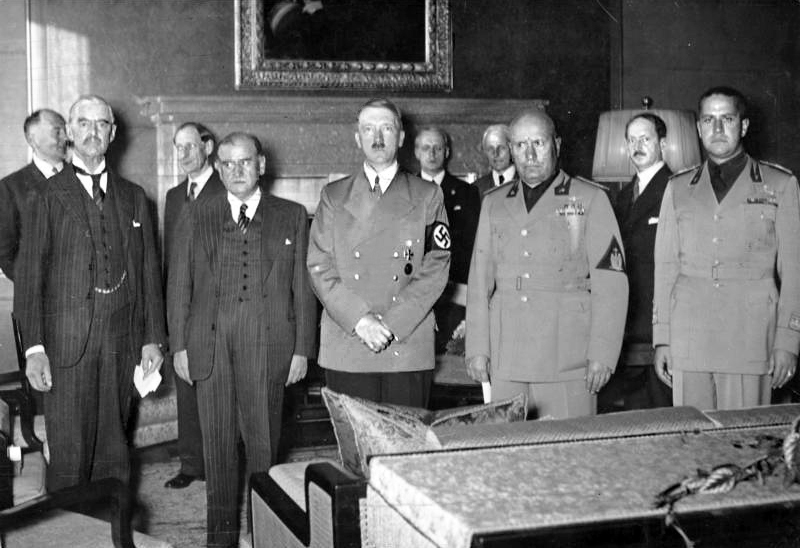
Hitler con (da sinistra a destra) Neville Chamberlain, Édouard Daladier, Benito Mussolini e Galeazzo Ciano fotografati prima della firma dell'accordo di Monaco

L'annessione da parte della Germania dei Sudeti cecoslovacchi nel settembre 1938 avvenne durante dei colloqui con il primo ministro britannico Neville Chamberlain (la famosa conferenza di Monaco), nel corso dei quali Hitler, spalleggiato dal dittatore italiano Benito Mussolini, pretese che l'annessione dei territori fosse concessa. Chamberlain e Hitler giunsero a un accordo quando quest'ultimo firmò un documento che diceva che, dopo l'annessione dei Sudeti, la Germania non avrebbe fatto altre rivendicazioni territoriali. Chamberlain valutò tale accordo come un successo, in quanto evitava una possibile guerra con la Germania. Tuttavia i nazisti continuarono ad aiutare la dissidenza slovacca e dichiararono che quel Paese non era più sotto il controllo della parte ceca della nazione.
Per un periodo di tempo la Germania si impegnò in negoziati informali con la Polonia riguardanti il problema della revisione dei confini, ma dopo l'accordo di Monaco e la riacquisizione del Territorio di Memel il Reich arrivò a chiedere la cessione della Città Libera di Danzica (al 97% germanofona nel 1939) e del corridoio polacco, ma la Polonia rifiutò.
Germania e Unione Sovietica, fino ad allora notevolmente ostili l'una verso l'altra, ma accomunate dalla sfiducia verso le democrazie occidentali e dalla volontà di espandere i propri confini rispettivamente verso est e verso ovest, iniziarono le trattative per progettare l'invasione coordinata della Polonia. Nell'agosto 1939 venne firmato il patto Molotov-Ribbentrop e i due Paesi si accordarono per spartirsi il paese lungo la linea Curzon. L'invasione ebbe inizio il 1º settembre 1939: gli ultimi tentativi di trattative diplomatiche tra Germania e Polonia fallirono e la Germania invase la Polonia come programmato. I tedeschi sostennero che il giorno prima soldati polacchi avessero attaccato delle postazioni tedesche; l'azione segnò l'inizio della seconda guerra mondiale, in quanto gli Alleati rifiutarono di accogliere le pretese tedesche sulla Polonia e attribuirono alla Germania la responsabilità dell'inizio del conflitto, dichiarando guerra il 3 settembre 1939.
Tra il novembre del 1939 e il marzo del 1940 vi fu il periodo della cosiddetta "strana guerra", con ambedue gli eserciti che rimasero arroccati lungo le rispettive linee di difesa (linea Maginot e linea Sigfrido). Tuttavia all'inizio della primavera del 1940 la Germania iniziò a temere che i britannici volessero interrompere la rotta commerciale tra Svezia e Germania spingendo la Norvegia verso gli Alleati, fatto che avrebbe portato gli Alleati a essere in una posizione pericolosamente vicina al territorio tedesco. Sebbene di fatto i Paesi scandinavi volessero in realtà restare estranei al conflitto, tra il 9 aprile e il 10 giugno la Germania invase Danimarca e Norvegia ponendo fine alla "strana guerra". Dopo aver conquistato anche i Paesi Bassi e aver occupato militarmente la Francia settentrionale con l'aggiramento delle truppe trincerate dietro la linea Maginot, la Germania permise al nazionalista ed eroe di guerra Philippe Pétain di creare un regime para-fascista nel Sud del Paese, chiamato comunemente Governo di Vichy dalla sua capitale, posta appunto nella località termale di Vichy. Seppure sottoposto a numerose influenze da parte dell'Asse, fino al 1942 il governo di Pétain rimase formalmente neutrale al conflitto e godette del riconoscimento ufficiale da parte di tutti gli Stati, con l'eccezione degli Alleati.
Nel maggio 1941 l'invasione tedesca della Jugoslavia (dove era appena avvenuto un colpo di Stato filo-inglese) si concluse con la suddivisione dello Stato; Hitler appoggiò il progetto di Mussolini di creare uno Stato fascista subordinato all'Asse in Croazia, chiamato Stato Indipendente di Croazia. Alla guida di quel Paese andò l'estremista nazionalista Ante Pavelić, da molto tempo in esilio a Roma, con il suo movimento degli Ustascia. I territori limitrofi vennero in parte assegnati all'Ungheria, alla Germania e all'Italia, mentre a Belgrado venne creato uno Stato collaborazionista sotto il governo di Milan Nedić.
Dal giugno 1941 fino alla fine del conflitto la Germania lottò contro l'Unione Sovietica nel tentativo di raggiungere l'obiettivo della conquista dello "spazio vitale" per i cittadini tedeschi. Nelle zone occupate vennero istituiti, sotto suggerimento di Alfred Rosenberg, strutture governative provvisorie in mano ai tedeschi, denominate Reichskommissariat, tra cui il più famoso e longevo fu il Reichskommissariat Ostland. Le popolazioni slave, qualora non accettassero di unirsi alla causa tedesca, avrebbero dovuto essere sfrattate e trasferite più a est per creare spazio per i coloni tedeschi.
Cambiate le sorti della guerra, la Germania fu costretta a occupare l'Italia quando Mussolini venne deposto da primo ministro dal re d'Italia e imprigionato il 25 luglio 1943, per evitare che il Paese finisse interamente nelle mani degli Alleati. Le forze tedesche liberarono Mussolini e lo aiutarono a creare uno Stato repubblicano e fascista chiamato Repubblica Sociale Italiana, parzialmente dipendente dal Reich. Questo fu l'ultimo atto rilevante in politica estera della Germania nazista. Il resto della guerra vide il declino delle sorti tedesche e il disperato tentativo di gerarchi come Heinrich Himmler di negoziare la pace con gli Alleati occidentali (per concentrare le forze contro i sovietici), ma Hitler si oppose fermamente a tali proposte e consegnò la Germania alla mercé degli statunitensi e dei sovietici.

## Giustizia
La maggior parte delle strutture giudiziarie e dei codici giuridici della Repubblica di Weimar rimasero in uso anche durante il Terzo Reich, ma con significativi cambiamenti nelle procedure giudiziarie e nell'emissione delle sentenze. Il Partito nazionalsocialista era l'unico partito legalmente ammesso in Germania, mentre tutti gli altri partiti vennero messi al bando. La maggior parte dei diritti umani garantiti dalla Costituzione di Weimar vennero aboliti per mezzo di varie Reichsgesetze (leggi del Reich). Minoranze come gli ebrei, gli oppositori politici e i prigionieri di guerra vennero private della maggior parte dei diritti. Fin dal 1933 si progettò di passare a un Volksstrafgesetzbuch (Codice penale del popolo), ma il piano non fu messo in atto fino alla fine della guerra.
Nel 1934 venne creato un nuovo tipo di tribunale, il Volksgerichtshof (Tribunale del Popolo), designato a esprimersi in casi che rivestivano una rilevanza politica. Da quell'anno fino al settembre 1944 il tribunale emise 5 375 sentenze capitali, senza contare le circa 2 000 emesse tra il 20 luglio 1944 e l'aprile 1945. Il più importante giudice del Volksgerichtshof fu Roland Freisler, che guidò tale corte dall'agosto 1942 al febbraio 1945.

## Esercito
L'esercito del Terzo Reich, la Wehrmacht, unificò sotto questo nome tra il 1935 e il 1945 tutte le forze armate tedesche, l'Heer (forze di terra), la Kriegsmarine (marina), la Luftwaffe (aviazione) e il reparto militare delle Waffen-SS (ramo militare delle Schutzstaffel che rappresentava di fatto un quarto settore della Wehrmacht).
L'esercito tedesco mise in pratica concetti tattici sperimentati durante la prima guerra mondiale, combinando l'azione di forze di terra e di aria. Unendo a questo metodi di combattimento tradizionali come l'accerchiamento, l'esercito tedesco ottenne diverse vittorie molto rapide durante il primo anno di guerra, spingendo i giornalisti stranieri a creare un nuovo termine per le sue campagne militari, la guerra lampo. Si calcola che complessivamente il numero di uomini che prestarono servizio nella Wehrmacht tra il 1935 e il 1945 sia stato di circa 18,2 milioni.

## Politica razziale
Le politiche sociali nazionalsocialiste in Germania avevano l'obiettivo di privilegiare chi veniva considerato appartenere alla cosiddetta razza ariana, a detrimento dei non ariani, come gli ebrei, e di altre minoranze. Per favorire gli "ariani" il regime portò avanti politiche sociali quali il boicottaggio di Stato verso l'uso di tabacco e la fine del biasimo ufficiale verso i bambini tedeschi nati fuori dal matrimonio, oltre a fornire assistenza economica alle famiglie "ariane" con figli.
Il Partito nazionalsocialista portò avanti le proprie politiche razziali e sociali con la persecuzione e l'uccisione degli individui considerati socialmente indesiderabili o "nemici del Reich". In particolare vennero presi di mira gruppi come ebrei, zingari, testimoni di Geova, persone con disabilità fisiche o mentali e omosessuali.
I piani per isolare gli ebrei e alla fine eliminarli completamente iniziarono negli anni trenta con la costruzione di ghetti, campi di concentramento e campi di lavoro; nel 1933 venne edificato il campo di concentramento di Dachau, che Himmler descrisse ufficialmente come "il primo campo di concentramento per prigionieri politici".

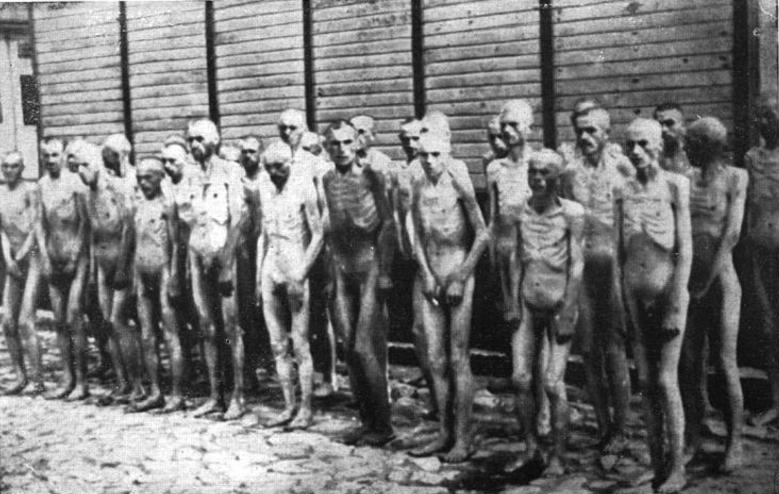
Prigionieri di guerra sovietici nudi nel campo di concentramento di Mauthausen; tra il giugno 1941 e il gennaio 1942 i nazisti uccisero circa 2,8 milioni di prigionieri dell'Armata Rossa, da loro considerati "subumani"

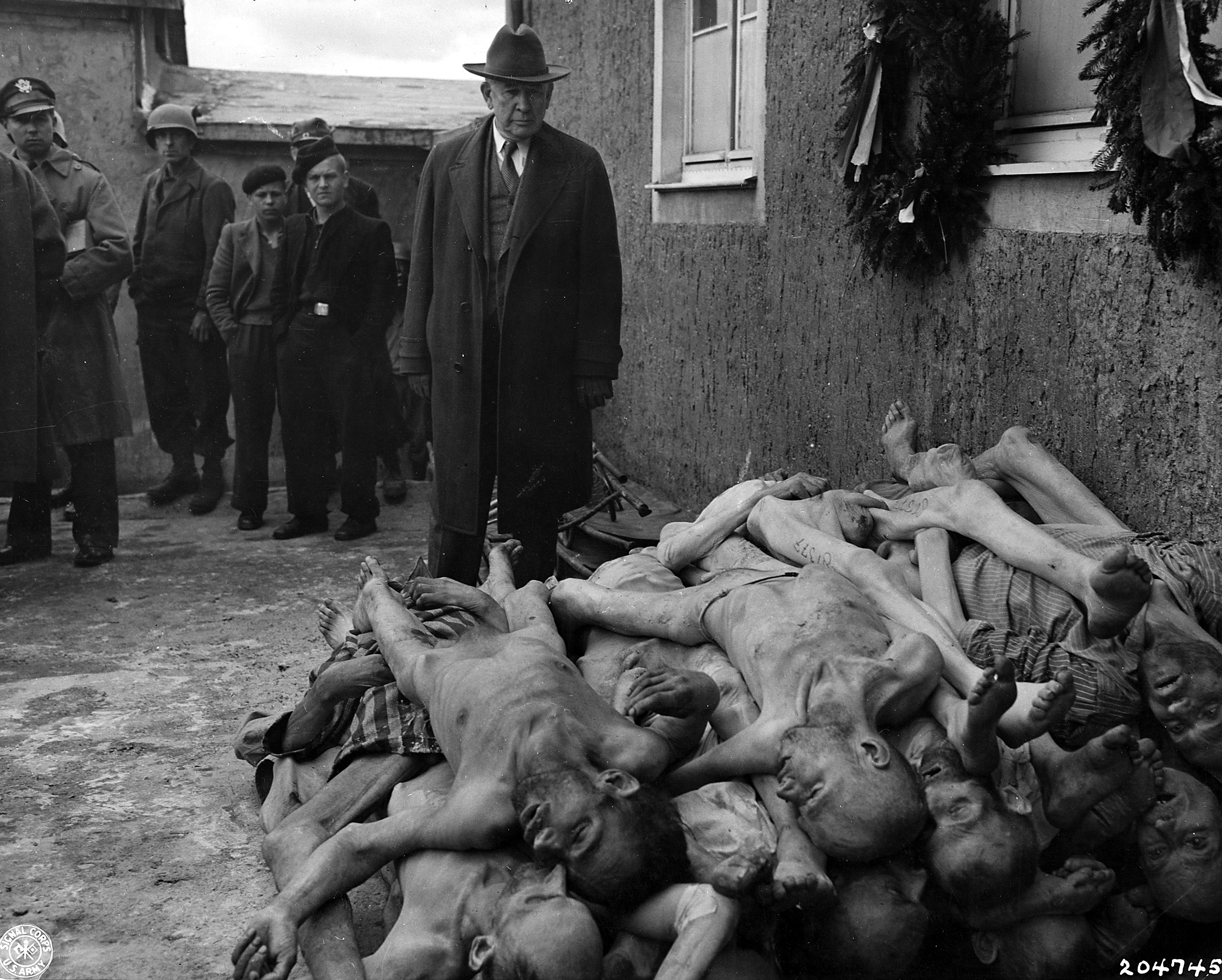
Il senatore Alben W. Barkley, membro della commissione statunitense che indaga sui crimini nazisti, visita il campo di concentramento di Buchenwald poco dopo la liberazione

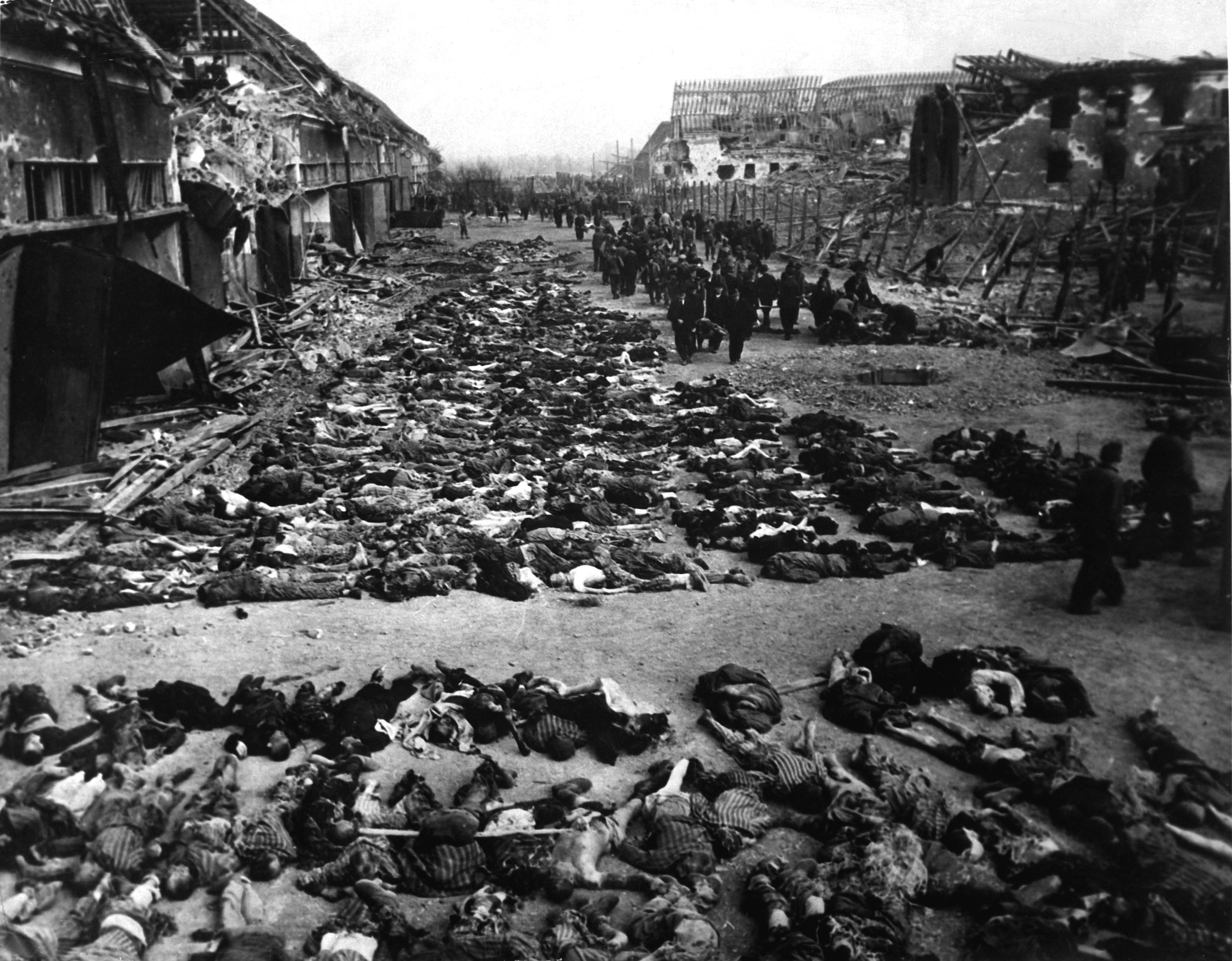
12 aprile 1945, le Boelcke-Kaserne (baracche Boelcke) a sud-est della città di Nordhausen, bombardate fra il 3 e il 4 aprile 1945 dall'aviazione britannica causando la morte di 1300 prigionieri. Le baracche costituivano un sottocampo del campo di Mittelbau-Dora. Vi venivano reclusi i moribondi del campo e a partire dal gennaio del 1945 il loro numero crebbe da qualche centinaio a oltre seimila, con una mortalità che arrivava a cento persone al giorno.

Negli anni successivi all'ascesa al potere dei nazionalsocialisti molti ebrei vennero incoraggiati ad abbandonare il Paese e molti così fecero. Con l'entrata in vigore delle leggi di Norimberga del 1935 gli ebrei vennero privati della cittadinanza tedesca e vennero allontanati dai posti di lavoro statali. Anche molti ebrei che lavoravano per conto di tedeschi vennero licenziati e il loro posto dato a disoccupati tedeschi. Il governo tentò di mandare in Polonia 17 000 ebrei tedeschi di discendenza polacca, decisione che portò all'omicidio di Ernst Eduard vom Rath da parte di Herschel Grynszpan, un ebreo tedesco che viveva in Francia. Il fatto rappresentò il pretesto per il partito nazista per scatenare, il 9 novembre 1938, un pogrom contro gli ebrei, diretto in particolare contro le loro attività commerciali. L'avvenimento prese il nome di Kristallnacht ("notte dei cristalli"); tale eufemismo venne usato perché le innumerevoli vetrine infrante resero le strade come coperte di cristallo. Entro il settembre 1939 più di 200 000 ebrei lasciarono la Germania, mentre il governo provvedeva alla confisca di tutti i beni che erano costretti a lasciare nel Paese.
I nazionalsocialisti si impegnarono anche nella realizzazione di "programmi" che avevano come bersaglio persone ritenute "deboli" o "inadatte", come l'Aktion T4, durante la quale vennero uccisi decine di migliaia di tedeschi disabili o malati nell'intento di "mantenere la purezza della razza superiore tedesca", come recitava la propaganda. Le tecniche di uccisione di massa sviluppate in tali circostanze sarebbero poi state usate anche nella perpetrazione dell'Olocausto. In seguito a una legge approvata nel 1933 il regime nazista inoltre attuò la sterilizzazione forzata di più di 400 000 persone identificate come portatrici di difetti ereditari, che andavano dalla malattia mentale all'alcolismo.
Un'altra parte del programma nazionalsocialista di perseguire l'obiettivo della purezza razziale fu il progetto Lebensborn, creato nel 1936. Il progetto intendeva incoraggiare i soldati tedeschi, principalmente le SS, a riprodursi. Per questo si offrivano servizi di sostegno alle famiglie delle SS, si favoriva l'adozione di bambini di razza pura sempre da parte di famiglie di SS e vennero create in tutta l'Europa occupata case di accoglienza per donne ariane incinte di soldati tedeschi. Il progetto Lebensborn arrivò a ricollocare forzosamente presso famiglie tedesche bambini valutati di razza pura prelevati in Paesi occupati come la Polonia.
I nazionalsocialisti consideravano ebrei, zingari, polacchi e in genere le persone di razza slava come russi o ucraini e comunque chiunque non fosse ariano come Untermensch ("subumani"). Decisero così che i tedeschi, in quanto razza superiore (Übermenschlich), avevano il diritto biologico di deportare, eliminare e ridurre in schiavitù tutti gli inferiori.
Il Generalplan Ost prevedeva che dopo la fine della guerra più di cinquanta milioni di slavi e baltici non germanizzati dell'Europa dell'Est sarebbero stati costretti all'emigrazione forzata nei territori al di là degli Urali e in Siberia. Al loro posto si sarebbero insediati coloni tedeschi che avrebbero potuto disporre dello spazio vitale previsto dal Reich. Herbert Backe fu uno degli ideatori dello Hungerplan, che prevedeva di ridurre alla fame decine di milioni di slavi per assicurare cibo e rifornimenti ai tedeschi e alle truppe al fronte.
All'inizio della seconda guerra mondiale le autorità tedesche del Governatorato Generale nella Polonia occupata ordinarono che tutti gli ebrei fossero messi ai lavori forzati e che tutti quelli inabili al lavoro come le donne o i bambini fossero confinati all'interno dei ghetti.
Vennero ipotizzate varie soluzioni per la cosiddetta "questione ebraica"; uno dei metodi proposti fu la deportazione forzata di massa. Adolf Eichmann propose che gli ebrei fossero costretti a emigrare in Palestina. Franz Rademacher avanzò invece l'idea di deportarli in Madagascar; la proposta godette dell'appoggio di Himmler e venne anche discussa tra Hitler e il dittatore italiano Mussolini, ma nel 1942 venne abbandonata in quanto irrealizzabile. L'idea di continuare le deportazioni verso la Polonia occupata trovò l'opposizione del governatore del Governatorato Generale Hans Frank che rifiutò di accettare gli ebrei in regioni dove erano già presenti in gran numero. Nel 1942 alla conferenza di Wannsee i vertici nazionalsocialisti presero la decisione di eliminare fisicamente gli ebrei nell'ambito della discussione sulla "soluzione finale della questione ebraica". Campi di concentramento come Auschwitz vennero convertiti all'impiego delle camere a gas per riuscire a uccidere il maggior numero di ebrei possibile. Nel 1945 numerosi campi di concentramento vennero liberati dagli Alleati, che vi trovarono pochi superstiti in stato di grave prostrazione e malnutrizione. Si trovarono anche prove del fatto che i nazisti avevano tratto profitto dall'assassinio di massa degli ebrei non solo confiscandone le proprietà e gli effetti personali, ma anche estraendo le otturazioni dentali in oro dai corpi dei morti.

## Politica sociale

### Religione
Diversi aspetti del nazionalsocialismo avevano una natura quasi "religiosa". Il culto di Hitler come Führer, le enormi adunate, i vessilli, le fiamme sacre, le processioni, le commemorazioni e i cortei funebri possono facilmente essere valutati come dei sostegni essenziali al culto della razza e della nazione della missione della Germania ariana di vittoria sui propri nemici. Tali caratteri religiosi del nazismo hanno spinto alcuni studiosi a considerare il nazismo come una sorta di religione politica.

La dottrina contemporanea ha di fatto abbandonato la tesi della secolarizzazione e vede nell'ultima parte del XX secolo, per dirlo con le parole di Hugh Heclo, il "rientro nell'arena politica proprio di quelle religioni tradizionali che si credeva che la modernità avesse reso superate". Di conseguenza movimenti apparentemente laici come nazismo e comunismo vengono spesso descritti, con definizioni discutibili, come "religioni politiche" o "fedi laiche". Heclo, che ha pubblicato il saggio Christianity and American Democracy, sostiene che "la religione debba avere un ruolo nella vita pubblica" e sottolinea la sua importanza in una democrazia sviluppata: 
(Hugh Hecl)
Esaminando l'immaginario religioso del nazismo tale argomentazione sembra plausibile; chiaramente il nazismo, con il piano di Hitler di costruire una nuova capitale a Berlino (Welthauptstadt Germania), può essere descritto come il tentativo di costruire una "nuova Gerusalemme". A partire dall'uscita del celebre saggio di Fritz Stern Kulturpessimismus als politische Gefahr. Eine Analyse nationaler Ideologie in Deutschland, la maggior parte degli storici hanno visto la relazione tra nazismo e religione sotto questo profilo. Il movimento nazista e Adolf Hitler sono considerati come fondamentalmente ostili verso la cristianità, ma non come irreligiosi. Nel primo capitolo del saggio The Nazi Persecution of the Churches John S. Conway argomenta che le chiese cristiane in Germania all'epoca della Repubblica di Weimar avevano perso la loro capacità di attrazione e che Hitler aveva offerto "quello che sembrò una necessaria fede laica al posto della dottrina cristiana caduta in disgrazia".

A partire dal 2003 questa interpretazione dominante è stata tuttavia messa in discussione. Nel suo saggio Il Santo Reich, lo storico Richard Steigmann-Gall giunge alla controversa conclusione che "il cristianesimo, in ultima analisi, non rappresentò un ostacolo per il nazismo". Inoltre commenta il motivo per cui il nazismo è stato spesso inteso come l'opposto del cristianesimo: 
(Richard Steigmann-Gall)
L'opposizione al nazismo di molti seguaci delle religioni tradizionali è solo un lato della medaglia. Tra i seguaci delle Chiese luterane tedesche i più importanti membri della Bekennende Kirche, Martin Niemöller e Dietrich Bonhoeffer, si opposero al nazismo. Erano però parte di una minoranza tra le chiese protestanti tedesche, a paragone dei Deutsche Christen che appoggiarono il nazionalsocialismo e cooperarono con i nazisti. Nel 1933 però un certo numero di Deutsche Christen lasciò il movimento dopo un comizio tenuto a novembre da Reinhold Krause che esortò, tra le altre cose, a rifiutare la Bibbia come una superstizione ebraica. In ogni caso anche la Chiesa confessante fece frequenti dichiarazioni di lealtà verso Hitler.
La resistenza delle chiese verso i nazisti fu la più lunga e dura confrontata a quella di qualsiasi altra istituzione tedesca; i nazisti indebolirono la resistenza delle chiese dall'interno e la maggioranza del clero finì per appoggiare il nazionalsocialismo anche se migliaia di ecclesiastici furono mandati nei campi di concentramento.

#### Le religioni organizzate in Germania: 1933-1945
In Germania il cristianesimo, a partire dalla riforma protestante, si è diviso tra cattolici e protestanti. Specifico esito della riforma nel Paese fu che le più grandi confessioni protestanti si organizzarono in Landeskirchen (approssimativamente "Chiese federali"). In Germania la religione è nominalmente un "affare di Stato". Il governo tedesco raccoglie le tasse sulla Chiesa per conto delle confessioni più importanti (cattolica ed evangelica), quindi le gira alle chiese stesse. Per questa ragione l'appartenenza alla religione cattolica o protestante nel Paese viene ufficialmente registrata. È importante tenere a mente questo aspetto di ufficialità quando si affrontano questioni come le convinzioni religiose di Hitler o di Goebbels. Entrambi avevano smesso di frequentare la messa cattolica e di confessarsi molto prima del 1933, ma non avevano mai abbandonato ufficialmente la Chiesa o rifiutato di pagare le tasse sulla Chiesa. Di conseguenza Hitler e Goebbels possono essere classificati come nominalmente cattolici; valutando ciò Steigmann-Gall conclude che "in questo contesto l'adesione nominale alla chiesa è un indicatore del tutto inaffidabile della reale religiosità".

##### LaKirchenaustritt: l'abbandono della Chiesa
Altri storici non sono d'accordo e hanno analizzato più a fondo il numero di persone che abbandonarono la Chiesa in Germania tra il 1933 e il 1945. La possibilità di essere cancellati dai registri della Chiesa (Kirchenaustritt) esisteva in Germania fin dal 1873, quando era stato introdotto da Otto von Bismarck come parte della Kulturkampf diretta contro il cattolicesimo. Per ragioni di eguaglianza l'operazione venne resa possibile anche per i protestanti e per i successivi quarant'anni in realtà furono in maggioranza questi a servirsene. Delle statistiche sono disponibili a partire dal 1884 per le Chiese protestanti e a partire dal 1917 per quella cattolica.
Un'analisi di questi dati per l'epoca del regime nazista è disponibile in un saggio di Sven Granzow e altri, pubblicato in una raccolta curata da Götz Aly. Complessivamente furono più i protestanti dei cattolici ad abbandonare la loro chiesa, ma in proporzione si comportarono in modo simile. Il numero degli abbandoni raggiunse il picco nel 1939 quando la scelta venne fatta da 480 000 persone. I numeri sono interpretabili non solo in relazione alla politica nazista verso le chiese (che cambiò drasticamente dal 1935 in avanti), ma anche come un indicatore della fiducia in Hitler e nel governo nazista. Il calo numerico delle persone che lasciarono le Chiese dopo il 1942 si spiega come il frutto di una perdita di fiducia nel futuro della Germania nazista. La gente, temendo per un futuro incerto, diventò incline a mantenere il legame con le Chiese.

#### La politica nazista verso le Chiese
Poco dopo la sua presa del potere in Germania il governo nazista riprese dei colloqui con la Santa Sede riguardo alla possibilità di sottoscrivere un concordato. In precedenza erano stati firmati dei concordati che regolavano i rapporti tra Chiesa cattolica e Stato in Baviera (1924), Prussia (1929) e Baden (1932), ma per varie ragioni le trattative a livello federale erano sempre fallite. Il Reichskonkordat venne firmato il 20 luglio 1933.
Al pari dell'idea del concordato con i cattolici anche quella della Chiesa protestante del Reich, che avrebbe unificato le varie Chiese protestanti, era stata presa in considerazione tempo prima. Hitler aveva discusso la questione fin dal 1927 con Ludwig Müller, che all'epoca era il cappellano militare di Königsberg.

##### Il protestantesimo

###### Martin Lutero
Nel corso della prima e della seconda guerra mondiale i leader tedeschi si servirono degli scritti di Martin Lutero per sostenere la causa del nazionalismo tedesco. In occasione del 450º anniversario della nascita di Lutero, che cadde solo pochi mesi prima della presa del potere nazista nel 1933, vi furono celebrazioni su larga scala sia da parte delle Chiese protestanti sia da parte del partito nazista. Durante una commemorazione a Königsberg (che dopo il 1945 diventò Kaliningrad) Erich Koch, allora Gauleiter della Prussia Orientale, tenne un discorso che, tra l'altro, paragonava Hitler e Lutero, sostenendo che i nazisti si battevano con lo stesso spirito di Lutero. Un simile discorso potrebbe essere valutato cosa da poco, semplice propaganda; invece, come sottolinea Steigmann-Gall: «I contemporanei giudicarono Koch come un buon cristiano che aveva raggiunto quella posizione (di presidente eletto di un sinodo di una chiesa provinciale) grazie a una genuina fede nel protestantesimo e nelle sue istituzioni.»
L'importante teologo protestante Karl Barth contestò questa appropriazione di Lutero da parte dell'Impero tedesco e della Germania nazista quando nel 1939 dichiarò che gli scritti di Lutero venivano sfruttati dai nazisti per glorificare lo Stato e l'assolutismo di Stato: «Il popolo tedesco viene danneggiato dal suo errore riguardo al rapporto tra la legge e la Bibbia, tra il potere secolare e quello spirituale, in quanto Lutero separava lo Stato terreno dalla spiritualità interiore, limitando così la capacità dell'individuo o della chiesa di mettere in discussione le azioni dello Stato, visto come uno strumento ordinato da Dio.» Nel febbraio 1940, Barth accusò in particolare i luterani tedeschi di aver separato gli insegnamenti della Bibbia da quanto essa dice riguardo allo Stato, legittimando così l'ideologia nazista. Non era l'unico ad avere tale punto di vista: pochi anni prima, il 5 ottobre 1933, il pastore Wilhelm Rehm di Reutlingen aveva pubblicamente dichiarato che "Hitler non sarebbe stato possibile senza Martin Lutero", anche se altri avevano fatto lo stesso commento riguardo ad altre influenze sull'ascesa al potere di Hitler. «Senza Lenin, Hitler non sarebbe stato possibile» ha detto lo storico Paul Johnson, affermando che Lenin aveva fornito l'esempio per i successivi regimi totalitari.

###### Movimento dei Cristiani tedeschi
I Cristiani tedeschi (Deutsche Christen) furono il più forte movimento protestante in Germania dopo le elezioni del 1932 e si proponevano di realizzare una sintesi tra il cristianesimo e l'ideologia del nazionalsocialismo. Tra i Cristiani tedeschi vi furono vari gruppi, alcuni più radicali di altri, ma tutti avevano l'obiettivo di fondare un protestantesimo nazionalsocialista. I Cristiani tedeschi abolirono quelle che consideravano essere tradizioni ebraiche rimaste nel cristianesimo e alcuni di loro rifiutarono al contempo l'intero Antico Testamento. Respingevano la teologia accademica tradizionale, giudicandola sterile e non abbastanza populista, e spesso avevano posizioni anti-cattoliche. Nel novembre 1933 un raduno di massa dei Cristiani tedeschi, al quale parteciparono 20 000 persone, approvò tre principi:
- Adolf Hitler rappresenta il completamento del processo di riforma
- Gli ebrei battezzati devono essere espulsi dalla Chiesa
- L'Antico Testamento deve essere escluso dalle Sacre Scritture[101]

Sulla base delle affermazioni del segretario nazionale Klundt fatte il 25 aprile 1933 a Königsberg si è ipotizzato che Hitler si fosse convertito al protestantesimo unendosi ai Cristiani tedeschi. Il cancelliere non confermò né smentì mai la cosa, tuttavia il generale Gerhard Engel riferì che Hitler gli aveva detto: «Sono cattolico come lo ero prima e lo rimarrò sempre.»

###### Ludwig Müller
Ludwig Müller (1883–1945), dopo il suo primo incontro con Hitler, si convinse di aver ricevuto da Dio l'incarico di favorire Hitler stesso e i suoi ideali e insieme cercarono di creare una Chiesa del Reich che unisse protestanti e cattolici. Tale Chiesa del Reich avrebbe dovuto essere una libera federazione in forma di concilio, ma subordinata allo Stato nazionalsocialista. Müller diventò il leader dei Cristiani tedeschi che a metà degli anni trenta raggiunsero i 600 000 membri e vinsero tutte le elezioni ecclesiastiche a partire dal 1932, dopo che gli oppositori erano stati tacitati con l'espulsione o con la violenza. Non riuscì però nel suo intento di far adeguare tutti i cristiani al nazionalsocialismo e l'atteggiamento di sufficienza di Hitler verso i protestanti finì per rafforzarsi: «Il clero protestante non crede in nulla tranne il proprio benessere e la propria carica.» I rapporti personali tra il Reichsbischof Müller e Hitler rimasero comunque buoni fino al 1945, quando entrambi si tolsero la vita. Effetto duraturo dell'azione di Müller fu il riconoscimento da parte dello Stato nazionalsocialista della Chiesa tedesca evangelica come soggetto giuridico il 14 luglio 1933, per mezzo di una legge che si proponeva di unire Stato, popolo e Chiesa come fossero una cosa sola.

###### Considerazioni generali
Il livello dei legami tra nazismo e le Chiese protestanti è stato oggetto di discussioni per decenni. Un primo problema è che la definizione di protestantesimo racchiude un gran numero di enti religiosi, molti dei quali avevano scarsi rapporti reciproci. Inoltre il protestantesimo tende ad ammettere maggiori differenze tra una congregazione e l'altra di quanto non facciano il cattolicesimo o la Chiesa ortodossa, fatto che rende problematico l'individuazione di "posizioni ufficiali" dei vari raggruppamenti. Va anche detto che molte organizzazioni protestanti si opposero vigorosamente al nazismo quando la natura di tale movimento diventò di più facile comprensione. Molti protestanti, tra cui il reverendo Martin Niemöller, arrestato nel 1937 con l'accusa di "abuso del pulpito per diffamare lo Stato e il partito e attaccare l'autorità del governo", opposero resistenza e alcuni pagarono anche con la vita il loro tentativo. Le forme o correnti del protestantesimo che sostenevano il pacifismo, l'antinazionalismo o l'eguaglianza razziale furono quelle inclini a opporsi al nazismo con la maggiore fermezza. Tra i gruppi protestanti o di derivazione protestante noti per la loro opposizione al nazismo vi furono i testimoni di Geova e la Chiesa confessante. Molti dei loro membri morirono nei campi o mentre combattevano fieramente i nazisti.
In ogni caso però i luterani votarono per Hitler in numero maggiore rispetto ai cattolici. La composizione sociale dei vari Länder tedeschi, relativamente al rapporto tra classi e confessioni religiose, era diversa; Richard Steigmann-Gall sostiene l'esistenza di un legame tra varie congregazioni protestanti e il nazismo, mettendo soprattutto in evidenza come Hitler citasse come esempio i pamphlet antisemiti di Lutero e accusando le istituzioni luterane di aver sostenuto Hitler stesso.
La piccola comunità metodista dell'epoca era considerata come straniera; questo derivava dal fatto che il metodismo era nato in Inghilterra e non si era sviluppato in Germania fino al XIX secolo per opera di Christoph Gottlob Müller e Louis Jacoby. A causa di tali premesse i metodisti avvertivano l'esigenza di essere "più tedeschi dei tedeschi" per non destare sospetti. Il vescovo metodista John L. Nelsen si recò negli Stati Uniti per conto di Hitler per proteggere la propria Chiesa, ma in lettere private rivelava di temere e odiare il nazismo, finendo quindi per ritirarsi in Svizzera. L'altro vescovo metodista Friedrich Heinrich Otto Melle assunse una posizione molto più collaborazionista e apparentemente sostenne sinceramente il nazismo. Riteneva che servire il Reich fosse sia un dovere patriottico sia un mezzo per progredire. Per mostrargli la propria gratitudine nel 1939 Hitler fece una donazione di 10 000 marchi a una comunità metodista per finanziare l'acquisto di un organo. Al di fuori della Germania il punto di vista di Melle veniva completamente rifiutato dalla maggior parte dei metodisti.
Il capo della parte di battisti favorevoli al nazismo fu Paul Schmidt. Hitler spinse per la riunificazione dei protestanti favorevoli al nazismo nella Chiesa protestante del Reich, guidata da Ludwig Müller. L'idea di una simile "Chiesa nazionale" era in effetti concepibile analizzando la storia delle tendenze prevalenti del protestantesimo tedesco, ma Chiese nazionali fedeli soprattutto allo Stato erano in generale vietate da anabattisti, testimoni di Geova e cattolici.
Nel corso degli anni trenta Hitler tentò di nazionalizzare le Chiese tedesche (Cristiani tedeschi), ma alcuni protestanti opposero resistenza creando la Chiesa confessante.
Dopo il fallimento dell'attentato a Hitler del 1943 in cui furono coinvolti Martin Niemöller, Dietrich Bonhoeffer e altri membri della Chiesa confessante, Hitler ordinò l'arresto dei protestanti, soprattutto di membri del clero luterano. Anche il clero cattolico veniva perseguitato se manifestava idee contrarie al regime. A Dachau esisteva una speciale sezione dedicata ai preti. Dei 2 720 sacerdoti (dei quali 2 579 cattolici) imprigionati a Dachau, 1 034 non sopravvissero. La maggioranza di essi era polacca (1 780), dei quali 868 persero la vita.

##### Cattolicesimo
L'atteggiamento del partito nazista nei confronti della Chiesa cattolica variava dalla tolleranza al quasi totale allontanamento e molti nazisti erano anticlericali. Il nazismo inoltre presentava degli aspetti di tipo chiaramente pagano. Si è detto che la Chiesa e il fascismo non possono mai avere un legame duraturo, perché entrambi sono una holistic Weltanschauung e richiedono la totale dedizione della persona.
Anche se Hitler e Mussolini erano entrambi anticlericali capirono che sarebbe stata una mossa avventata iniziare la loro Kulturkampf prematuramente, così lo scontro, inevitabile in futuro, venne momentaneamente rimandato mentre dedicavano la loro attenzione ad altri nemici.

##### Bernhard Stempfle
Alcuni ritengono che un sacerdote di nome Bernhard Stempfle abbia aiutato Hitler nella stesura del Mein Kampf mentre entrambi erano reclusi nel carcere statale di Landsberg am Lech. Tuttavia nel 1934, dopo la "notte dei lunghi coltelli", Stempfle venne trovato morto in un bosco nei pressi di Monaco di Baviera con una coltellata al cuore e tre pallottole in testa. Stempfle era membro dell'Ordine di San Girolamo e alcune fonti sostengono che il motivo della sua morte sia stato probabilmente un segreto riguardante Hitler di cui era a conoscenza. La tesi che Stempfle fosse il confessore di Hitler va però fermamente respinta, dal momento che Hitler, dopo aver lasciato la famiglia in Austria prima della prima guerra mondiale, non ricevette più alcun sacramento.

##### La gerarchia ecclesiastica
La natura dei rapporti tra il partito nazista e la Chiesa cattolica è piuttosto complessa. Prima dell'ascesa al potere di Hitler molti sacerdoti e leader cattolici si opposero con vigore al nazismo sostenendone l'incompatibilità con i valori morali cristiani. Dopo la conquista del potere l'iscrizione al partito non fu più vietata e la Chiesa cattolica cercò attivamente opportunità per collaborare con il governo nazista. Durante il suo processo Franz von Papen disse che fino al 1936 la Chiesa cattolica aveva inseguito un allineamento da parte dei cristiani rispetto agli aspetti benefici che, egli sostiene, vedeva nel nazionalsocialismo. Tale affermazione fu fatta dopo che papa Pio XII aveva revocato la nomina di Von Papen a Cappellano di Sua Santità e ambasciatore presso la Santa Sede, ma prima della sua riabilitazione fatta da papa Giovanni XXIII.
Nel 1937 papa Pio XI emanò l'enciclica Mit brennender Sorge con cui condannava l'ideologia nazista e soprattutto la politica della Gleichschaltung diretta contro l'influenza della religione sull'educazione, oltre al razzismo e all'antisemitismo nazista. L'enciclica Humani generis unitas, completata ma mai firmata a causa della morte del papa, non venne invece mai resa pubblica. La forte opposizione cattolica ai programmi di eutanasia portò alla loro conclusione il 28 agosto 1941 (secondo lo Spielvogel pp. 257–258); al contrario i cattolici solo in alcune occasioni protestarono contro l'antisemitismo dei nazisti in maniera paragonabile, con l'eccezione di alcuni vescovi e sacerdoti come il vescovo di Münster Clemens von Galen.
Nella Germania nazista tutti gli oppositori politici noti venivano imprigionati e quindi anche alcuni sacerdoti tedeschi vennero mandati nei campi di concentramento, tra i quali il rettore della Cattedrale cattolica di Berlino Bernhard Lichtenberg e il seminarista Karl Leisner. Hitler però non venne mai scomunicato dalla Chiesa cattolica. Si sa che molti vescovi cattolici in Germania e Austria incoraggiarono i fedeli a pregare "per il Führer"; questo a dispetto del fatto che il Reichskonkordat originale del 1933 tra Germania e Santa Sede avesse proibito al clero di partecipare attivamente alla politica.
Vi sono state critiche per il fatto che i pontificati guidati da Pio XI e Pio XII, prima del 1937 erano stati cauti riguardo alla diffusione dell'odio razziale su scala nazionale. Nel 1937, poco prima della pubblicazione dell'enciclica anti-nazista, il cardinale Pacelli a Lourdes aveva condannato la discriminazione nei confronti degli ebrei e il neopaganesimo del regime nazista. L'8 settembre 1938 Pio XI fece una dichiarazione in cui parlava dell'inammissibilità dell'antisemitismo. Pio Xi potrebbe aver sottovalutato il grado di influenza che le idee di Hitler avrebbero avuto sulla popolazione civile, in quanto sperava che il Concordato avrebbe protetto l'influenza della Chiesa cattolica tra la gente. Il modo in cui si è evoluto il livello di consapevolezza del Vaticano riguardo alla situazione ha esposto la Santa Sede ad accuse di debolezza, lentezza e anche di colpevolezza. Le colpe sono più evidenti in certi casi; ad esempio, secondo Daniel Goldhagen e altri storici, dopo la firma del Concordato la gerarchia ecclesiastica tedesca cambiò radicalmente posizione rispetto alla precedente ferma condanna del nazismo da parte dei vescovi. Meno evidenti sono in altri casi; ad esempio, all'estremo opposto si posizionò la gerarchie cattolica olandese, che nel 1941 condannò ufficialmente e formalmente il nazismo e per questo motivo dovette affrontare l'uso della violenza verso i sacerdoti e la loro deportazione, oltre ad attacchi violenti nei confronti di monasteri e ospedali cattolici e alla deportazione ad Auschwitz di migliaia di ebrei che venivano nascosti dalle stesse istituzioni cattoliche; tra questi la famosa santa Edith Stein. Allo stesso modo la gerarchia della Chiesa cattolica polacca fu violentemente attaccata dai nazisti e vide migliaia dei suoi membri inviati nei campi di concentramento o semplicemente uccisi; celebre esempio fu padre Maksymilian Kolbe. La maggior parte delle gerarchie cattoliche nelle varie nazioni assunse una posizione intermedia, oscillando tra il collaborazionismo e la resistenza attiva.
Parallelamente alle più dure accuse di collaborazionismo è stata da alcuni fatta la considerazione che il nazismo avesse modellato la propria struttura e organizzazione su quella pontificia. Ad esempio gli abiti speciali, il confino nei ghetti e i simboli sugli abiti imposti agli ebrei un tempo erano state misure comuni nello Stato della Chiesa. Anche gli stessi nazisti si vedevano come dei reali sostituti del cattolicesimo, del quale riprendevano il senso di unità e il rispetto per la gerarchia.
Nel 1941 le autorità naziste ordinarono lo scioglimento di tutti i monasteri e di tutte le abbazie sul territorio del Reich e molti vennero occupati dalle Allgemeine SS guidate da Himmler. Tuttavia il 30 luglio 1941 l'Aktion Klostersturm ("Operazione monastero") venne chiusa da un decreto di Hitler che temeva che le crescenti proteste da parte della parte cattolica della popolazione tedesca potessero sfociare in ribellioni e forme di resistenza passiva, danneggiando lo sforzo bellico nazista sul fronte orientale.

### Istruzione e educazione
I programmi di istruzione, sotto il regime nazista, erano incentrati su biologia razziale, politica demografica, storia, geografia e soprattutto sulla forma fisica. La politica antisemita condusse all'espulsione di tutti gli insegnanti, professori e dirigenti ebrei dal sistema educativo. A tutti i professori universitari venne imposta l'iscrizione all'Associazione nazionalsocialista dei docenti universitari per poter esercitare la professione.

### Stato sociale
Recenti ricerche di studiosi come Götz Aly hanno posto l'attenzione sul ruolo svolto dal diffuso programma di welfare (Stato sociale) dei nazisti nel procurare un lavoro ai cittadini tedeschi disoccupati e assicurare loro uno standard di vita minimo accettabile. Al centro del programma c'era l'idea di una comunità nazionale tedesca. Per aiutare la crescita di un sentimento comunitario l'organizzazione Forza attraverso la gioia (Kraft durch Freude, KdF) forniva attività ricreative ai lavoratori tedeschi come gite, vacanze e proiezioni cinematografiche. Molto importanti ai fini della costruzione della lealtà verso il partito e del senso di cameratismo furono la creazione del Reichsarbeitsdienst ("Servizio nazionale del lavoro") e della Gioventù hitleriana, entrambe associazioni a cui l'iscrizione era obbligatoria.
Per quanto riguarda i beni e i consumi degna di nota fu la creazione da parte del Kdf della KdF Wagen, in seguito nota come Volkswagen ("automobile del popolo"), progettata per essere un'auto che qualsiasi cittadino tedesco avrebbe potuto permettersi. Con lo scoppio della guerra l'auto venne convertita in veicolo militare e la produzione per usi civili venne interrotta. Altro progetto importante fu la costruzione delle Autobahn che fu il primo sistema autostradale del mondo.

### Sanità
Secondo le ricerche di Robert N. Proctor per il suo saggio The Nazi War on Cancer la Germania nazista vide la nascita di quello che probabilmente fu il più forte movimento anti-tabacco del mondo. La ricerca anti-tabacco ricevette un forte sostegno dal governo e gli scienziati tedeschi provarono che il fumo di sigaretta poteva causare il cancro. Queste prime ricerche epidemiologiche sperimentali condussero alla pubblicazioni dei saggi di Franz H. Müller (1939) e di Eberhard Schairer ed Erich Schöniger (1943) che dimostrarono che il fumo era uno dei maggiori fattori di rischio per il carcinoma del polmone. Il governo spinse i medici a sconsigliare ai loro pazienti l'uso di tabacco.
La ricerca tedesca sui pericoli del tabacco dopo la guerra venne dimenticata, per essere riscoperta dagli scienziati statunitensi e inglesi all'inizio degli anni cinquanta, mentre un pieno consenso dell'ambiente medico su di essa arrivò solo negli anni sessanta. Gli scienziati tedeschi provarono anche che l'amianto era pericoloso per la salute e nel 1943, prima nazione al mondo, e la Germania riconobbe che malattie professionali dovute all'amianto come il cancro al polmone davano diritto a un risarcimento.
Altri provvedimenti in favore della salute pubblica nella Germania nazista furono la depurazione delle fonti idriche, la rimozione dai prodotti di consumo di piombo e mercurio, nonché la campagna per indurre le donne a sottoporsi a regolari controlli per individuare eventuali tumori del seno.

### Diritti delle donne
I nazisti si opposero al movimento femminista sostenendo che era guidato dagli ebrei, che aveva un programma di sinistra (paragonabile al comunismo) e che era una cosa negativa sia per gli uomini sia per le donne. Il regime nazista sosteneva una società patriarcale in cui le donne tedesche avrebbero dovuto riconoscere che "il loro mondo è il marito, la famiglia, i bambini e la casa". Hitler sosteneva che il fatto che le donne avessero preso importanti posti di lavoro agli uomini durante la grande depressione era stato un danno per le famiglie, perché le donne erano pagate solo il 66% di quello che percepivano gli uomini. Partendo da tale presupposto Hitler non prese mai in considerazione di appoggiare l'idea di aumentare gli stipendi delle donne e lasciarle al lavoro, ma al contrario spinse perché se ne stessero a casa. Allo stesso tempo il regime chiese alle donne di sostenere attivamente lo Stato. Nel 1933 Hitler nominò Gertrud Scholtz-Klink capo delle Donne del Reich, associazione che insegnava alle donne che il loro ruolo principale nella società era di fare figli e che le donne dovevano obbedire agli uomini. Tale prescrizione si applicava persino alle donne ariane sposate con ebrei.
Il regime nazista inoltre scoraggiava le donne dal cercare di conseguire un'istruzione superiore in scuole secondarie e università. Il numero di donne a cui venne permesso di frequentare l'università crollò drasticamente, passando dalle circa 138 000 iscritte nel 1933 alle 51 000 del 1938. Le iscritte alla scuola superiore passarono dalle 437 000 del 1926 alle 205 000 del 1937. Tuttavia, in considerazione del fatto che gli uomini furono costretti ad arruolarsi nell'esercito durante la guerra, per il 1944 le donne finirono per costituire comunque il 50% degli allievi del sistema educativo. Vennero create organizzazioni con lo scopo di inculcare i valori nazisti nelle donne. Tra queste la sezione Jungmädel ("Giovani ragazze") della Gioventù hitleriana per le bambine tra i 10 e i 14 anni e la Bund Deutscher Mädel (Lega delle ragazze tedesche") per le fanciulle dai 14 ai 18 anni.
Riguardo alla morale sessuale delle donne il pensiero nazista si discostò molto da quello tradizionale. I nazisti promossero un codice di condotta sessuale molto libero, guardando con favore anche alla nascita di figli al di fuori del matrimonio. Il declino del codice morale tedesco del XIX secolo ebbe un'accelerazione durante il Terzo Reich, sia per la spinta dei nazisti sia per gli effetti della guerra. Con il protrarsi della guerra la promiscuità sessuale andò aumentando, con i soldati non sposati che spesso avevano più relazioni contemporaneamente. Anche le donne sposate spesso avevano diverse relazioni intime, sia con soldati sia con civili o lavoratori-schiavi. Le relazioni sessuali tra persone considerate ariane e quelle che non lo erano furono comunque vietate; chi fosse stato condannato per questo rischiava il campo di concentramento, mentre per i non ariani c'era la pena capitale. Un esempio del modo piuttosto cinico in cui la dottrina nazista differiva dalla pratica è che, mentre i rapporti sessuali tra i partecipanti ai campi erano ufficialmente vietati, durante i campeggi i ragazzi e le ragazze della Hitlerjugend venivano messi a stretto contatto senza che ce ne fosse reale bisogno, proprio per favorire i rapporti.
Nella Germania nazista l'aborto era fortemente contrastato, a meno che non servisse per mantenere la purezza razziale; dal 1943 per gli autori di aborti fu istituita la pena di morte. Non era consentito mostrare in pubblico contraccettivi e Hitler in persona descrisse la contraccezione come una "violazione della natura, degradazione della femminilità, della maternità e dell'amore".
Nonostante le limitazioni ufficiali, alcune donne riuscirono comunque a ottenere una grande visibilità e a essere ufficialmente elogiate per i loro conseguimenti; esempi ne sono l'aviatrice Hanna Reitsch e la regista Leni Riefenstahl.

### Ambientalismo
Nel 1935 il regime promulgò la Legge per la protezione della natura del Reich. Anche se non era tutto frutto dell'ideologia nazista, in quanto vi si potevano trovare influenze di ideologie precedenti alla presa del potere nazista, ne rappresentava comunque bene l'orientamento. Promuoveva il concetto di Dauerwald (traducibile con "foresta perenne") e introduceva concetti come la gestione dei boschi e la loro protezione; inoltre introduceva delle norme tese a limitare l'inquinamento atmosferico. Tuttavia all'atto pratico le leggi e i regolamenti emanati incontrarono la resistenza di diversi ministeri che cercarono di sabotarle e vennero ostacolate dal fatto che lo sforzo bellico aveva comunque la priorità sulle politiche ambientali.
Tra i nazisti c'erano sostenitori dei diritti degli animali, degli zoo e della fauna selvatica e il regime prese varie misure per assicurarne la protezione. Nel 1933 venne varato un rigido codice di protezione degli animali. Molti capi del partito, tra cui Hitler e Göring, sostenevano la protezione degli animali. Molti di essi erano ambientalisti (soprattutto Rudolf Hess) e di conseguenza tali politiche ebbero un posto di rilievo durante il regime. Himmler cercò anche di mettere al bando la caccia. Tuttora le leggi tedesche in vigore riguardanti il benessere degli animali sono più o meno delle modifiche delle leggi introdotte durante il Reich.

## Cultura
Il regime nazista cercò di reintrodurre i valori tradizionali nella cultura tedesca. Le forme d'arte e culturali che avevano caratterizzato il periodo della Repubblica di Weimar vennero represse. Le arti visive vennero poste sotto stretto controllo e indotte ad affrontare temi tradizionali e funzionali alla causa della Grande Germania, come la purezza razziale, il militarismo, l'eroismo, il potere, la forza e l'obbedienza. Le opere d'arte astratta e di avanguardia vennero rimosse dai musei ed esposte in particolari gallerie di "arte degenerata" nelle quali venivano messe in ridicolo. Tra le forme d'arte considerate "degenerate" il dadaismo, il cubismo, l'espressionismo, il fauvismo, l'impressionismo, la nuova oggettività e il surrealismo. Le opere letterarie scritte da ebrei, autori di razze diverse dall'ariana e da oppositori del nazismo vennero distrutte dal regime. Celebre il rogo di libri messo in atto dagli studenti tedeschi nel 1933.

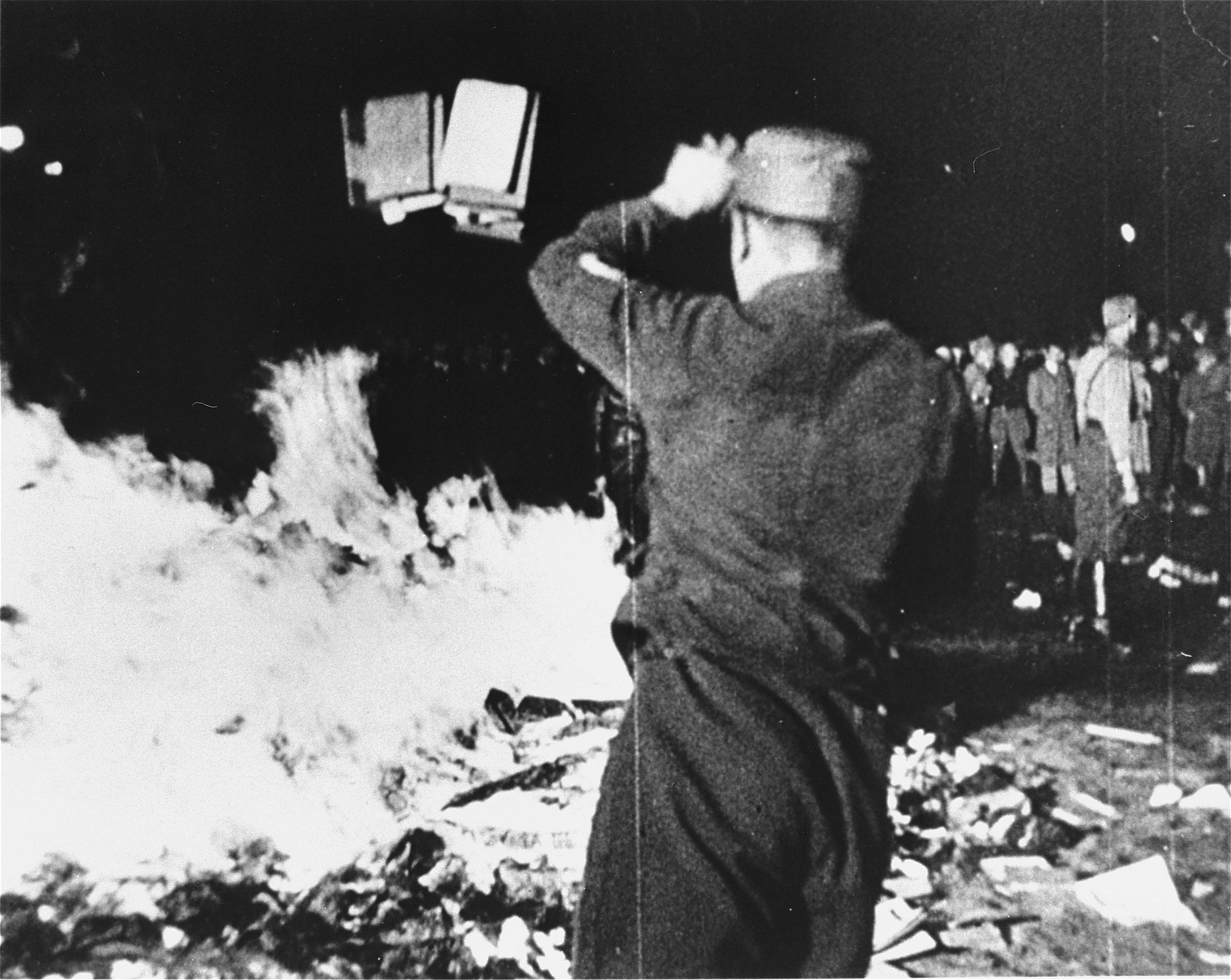
Nel 1933 i nazisti bruciarono a Berlino le opere considerate non-tedesche, tra cui libri di scrittori ebrei, di oppositori politici e altre opere ideologicamente non allineate con il nazismo. Questi roghi divennero noti col nome di Bücherverbrennungen.

Nonostante il tentativo ufficiale di creare una cultura tedesca pura, una delle arti maggiori, l'architettura, sotto la guida personale di Hitler, adottò uno stile neoclassico ispirato a quello dell'antica Roma. Tale stile era in completo contrasto con gli stili architettonici più popolari dell'epoca, come l'Art déco. L'architetto di Stato Albert Speer esaminò diversi edifici di epoca romana per poi progettare palazzi governativi a essi ispirati; si venne così pian piano a creare un'architettura nazista con elementi e linee abbastanza definiti. Speer realizzò strutture enormi e imponenti come quelle per le adunate del partito a Norimberga e la nuova cancelleria del Reich a Berlino. Un progetto che venne ideato, ma mai realizzato era una nuova gigantesca versione del Pantheon di Roma, chiamata Volkshalle, che avrebbe dovuto essere il fulcro del culto nazista in una Berlino ribattezzata Welthauptstadt Germania una volta diventata la capitale del mondo. Si progettò inoltre di erigere un arco di trionfo varie volte più grande di quello che si trova a Parigi (Arco di Trionfo), a sua volta realizzato in stile classico. Molti dei progetti fatti per la Grande Germania sarebbero stati molto difficili da realizzare, sia per le loro dimensioni sia per le caratteristiche del suolo berlinese, piuttosto paludoso; i materiali che avrebbero dovuto essere utilizzati per la costruzione furono dirottati a sostegno dello sforzo bellico. Anche nella scultura si affermarono modelli che si ispiravano non tanto al patrimonio culturale mitologico germanico, quanto piuttosto alla produzione classica greca e romana.

### Cinema e media
La maggioranza dei film tedeschi del periodo furono essenzialmente opere concepite per l'intrattenimento. L'importazione di film esteri dopo il 1936 subì delle restrizioni sul piano legale e l'industria del cinema tedesca, che venne nazionalizzata nel 1937, dovette supplire alla carenza di pellicole, soprattutto delle produzioni statunitensi. La funzione di intrattenimento diventò sempre più importante negli ultimi anni di guerra, quando il cinema servì da distrazione rispetto ai bombardamenti alleati e alle sconfitte militari. Sia nel 1943 sia nel 1944 il numero di biglietti staccati in Germania superò il miliardo; i più grandi successi al botteghino degli anni di guerra furono Un grande amore (1942) e Concerto a richiesta (1941), che combinavano entrambi elementi del musical, del romanzo di guerra e della propaganda patriottica, Frauen sind doch bessere Diplomaten (1941), una commedia musicale, nonché uno dei primi film tedeschi a colori, e Sangue viennese (1942), adattamento cinematografico di un'operetta di Strauss. L'importanza del cinema come strumento dello Stato, sia per il suo valore di propaganda sia come mezzo di distrazione per il popolo, si può vedere nella storia della realizzazione de La cittadella degli eroi di Veit Harlan (1945), il più costoso film dell'epoca, per realizzare il quale decine di migliaia di soldati vennero tolti dalle loro postazioni militari per lavorare come comparse.
Nonostante l'emigrazione di molti cineasti e le restrizioni e il controllo politico, l'industria cinematografica tedesca introdusse diverse innovazioni tecniche ed estetiche, un esempio delle quali è la produzione di pellicole in Agfacolor. Notevoli sotto il profilo dell'innovazione tecnico-estetica furono anche i lavori di Leni Riefenstahl. I suoi Il trionfo della volontà (1935), che documentava il raduno di Norimberga del 1934, e Olympia, resoconto dei Giochi della XI Olimpiade, furono pionieristici per quanto riguarda i movimenti della macchina da presa e il montaggio e influenzarono molte pellicole di produzione successiva. Entrambi i film, ma soprattutto Il trionfo della volontà, hanno comunque un contenuto discutibile e i loro meriti estetici non possono essere disgiunti dalla valutazione sulla loro funzione di strumento di propaganda per gli ideali nazionalsocialisti.
Nel XXI secolo, dopo fortunati studi, si è scoperto che alcune delle foto e video dell'epoca sono state effettuate con l'uso della tecnologia tridimensionale e anche mediante l'utilizzo di fotocamere stereoscopiche. Un esempio viene dal libro intitolato Die Soldaten des Führer im Felde, al cui interno si trovavano appositi occhiali per la stereoscopia.

### Sport

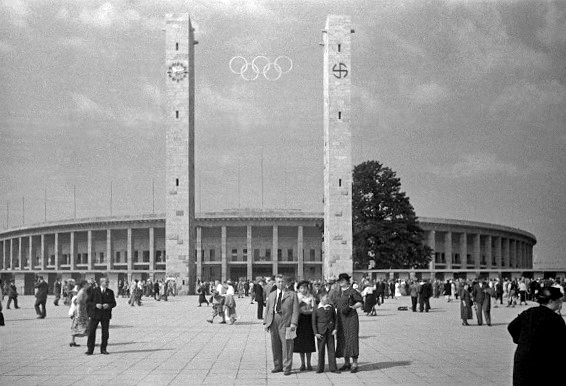
Olympiastadion di Berlino (foto di Josef Jindřich Šechtl).

Fondata nel 1934, la Nationalsozialistischer Reichsbund für Leibesübungen (NSRL) fu l'organizzazione che si occupava dello sport durante il Terzo Reich.
Le due maggiori manifestazioni organizzate dal regime furono i Giochi della XI Olimpiade e il padiglione tedesco all'Expo di Parigi nel 1937. Le Olimpiadi del 1936 avrebbero dovuto dimostrare al mondo la superiorità della Germania ariana sulle altre nazioni. Gli atleti tedeschi vennero selezionati con molta attenzione, valutando non solo il loro valore, ma anche il loro aspetto ariano.

Si è recentemente scoperto che la comune convinzione che Hitler avesse snobbato l'atleta afroamericano Jesse Owens non è in realtà corretta: fu invece l'altro afroamericano Cornelius Johnson a essere trascurato da Hitler, che abbandonò la premiazione dopo avere premiato un tedesco e un finlandese. Hitler affermò di non aver voluto snobbare nessuno, ma che un impegno ufficiale aveva richiesto la sua presenza. Riguardo alle cronache che dicevano che Hitler aveva deliberatamente evitato di riconoscere le sue vittorie e aveva rifiutato di stringergli la mano Owens disse: 
(Jesse Owens)

Aggiunse poi: 
(Jesse Owens)